# ペルー

ペルー共和国
República del Perú（スペイン語）
Piruw Republika（ケチュア語）
Piruw Suyu（アイマラ語）

国の標語：Firme y feliz por la unión
（スペイン語: 団結による安定と幸せ）
国歌：Himno Nacional del Perú（スペイン語）
ペルーの国歌
別名︰¡Somos libres!, seámoslo siempre...（スペイン語）
我等は自由に、常にそうあらんことを

ペルー共和国（ペルーきょうわこく、ケチュア語: Piruw Republika、アイマラ語: Piruw Suyu）、通称ペルーは、南アメリカ西部に位置する共和制国家。首都はリマ。
北にコロンビア、北西にエクアドル、東にブラジル、南東にボリビア、南にチリと国境を接し、西は太平洋に面する。
紀元前から多くの古代文明が栄えており、16世紀までは当時の世界で最大級の帝国だったインカ帝国（タワンティン・スウユ）の中心地だった。その後スペインに征服された植民地時代にペルー副王領の中心地となり、独立後は大統領制の共和国となっている。

## 国名

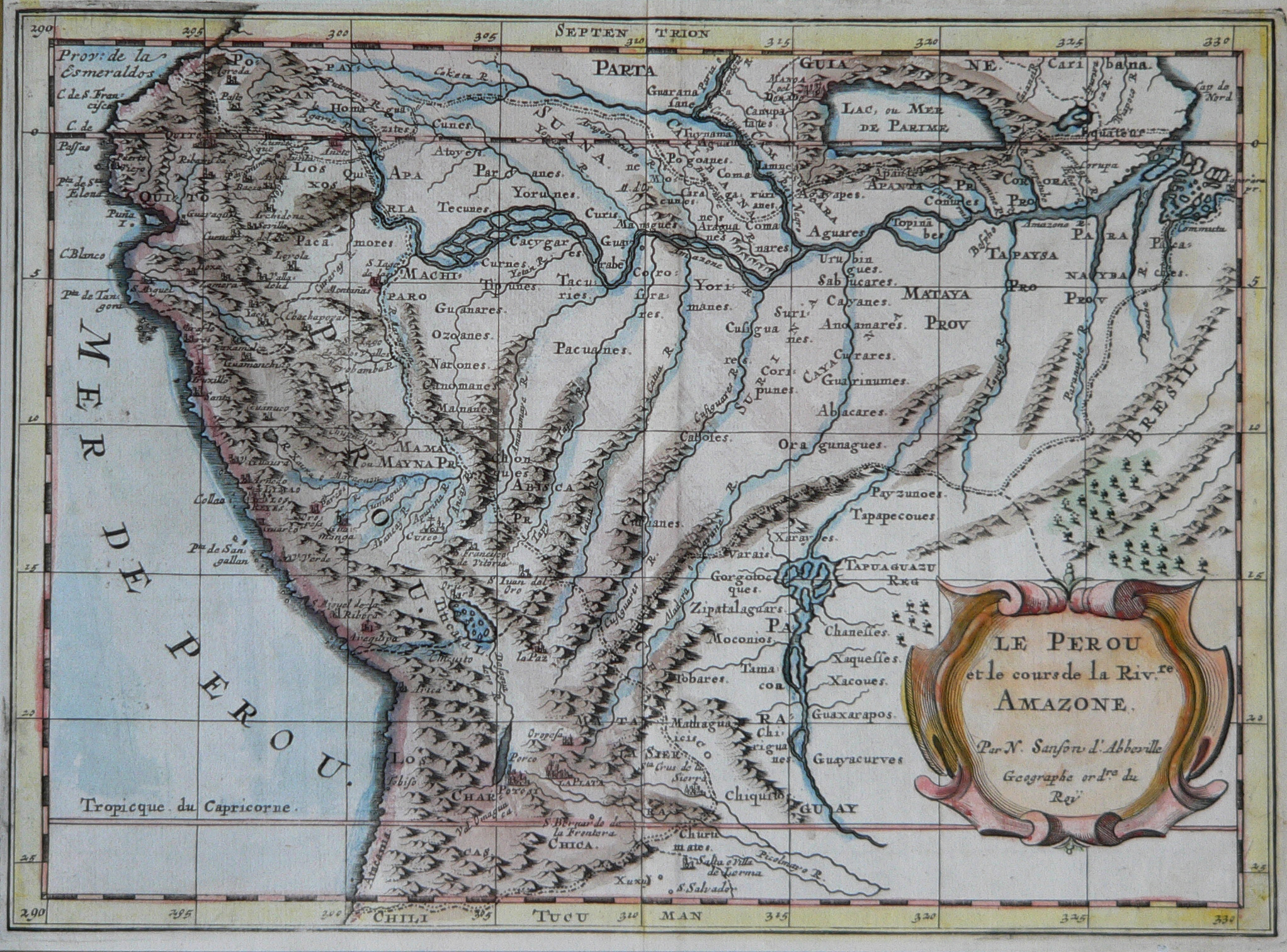
ペルーの古地図（1652年）

公用語による正式名称は、スペイン語表記では「República del Perú（）」。ケチュア語、アイマラ語表記は共に「Piruw」である。通称は Perú。公式の英語表記は「Republic of Peru（）」で、国民・形容詞はPeruvianで表される。日本語表記による正式名称の訳はペルー共和国。通称はペルー。漢字表記では秘露, 平柳と記される。
ペルー（西: Perú）という言葉の語源には諸説あるが、16世紀初めにパナマ地峡のサン・ミゲル湾付近を支配していたビルー（Birú）という首長に由来し、パナマの南にビルーという豊かな国が存在するとの話を当地の先住民から伝え聞いたスペイン人が転訛してピルーと呼ぶようになり、それがペルーになったというものが最も有力な説である。その後、スペイン人のコンキスタドールによってインカ帝国はペルーと呼ばれ、そこからペルーという言葉がこの地域を指す名称となった。植民地時代にはペルー副王領が成立し、19世紀に独立した後もペルーの名が用いられている。

## 歴史

### 先コロンブス期

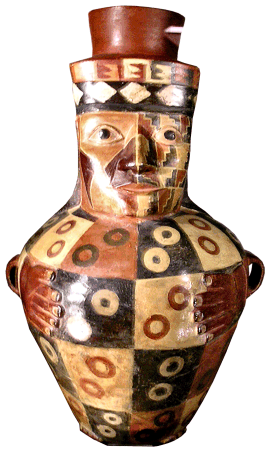
ウアコ・ワリ。

紀元前3000年から紀元前2500年ごろにスーペ谷に、カラル（Caral）という石造建築を主体とするカラル遺跡（ノルテ・チコ文明）が現れる。
紀元前1000年ごろ - 紀元前200年ごろ、アンデス山脈全域にネコ科動物や蛇、コンドルなどを神格化したチャビン文化が繁栄する。その後、コスタ北部にモチェ文化が100年ごろ - 700年ごろ、現トルヒーリョ市郊外に「太陽のワカ」「月のワカ」を築き、コスタ南部では、1年 - 600年ごろに、信仰や農耕のためのナスカの地上絵を描いたナスカ文化が繁栄した。
800年ごろ、シエラ南部のアヤクーチョ盆地にワリ文化が興隆した。ティワナクの宗教の影響を強く受けた文化であったと考えられ、土器や織物に地域色は見られるものの統一されたテーマが描かれること、いわゆるインカ道の先駆となる道路が整備されたこと、四辺形を組み合わせた幾何学的な都市の建設などからワリ帝国説が唱えられるほどアンデス全域に広がりをみせ、1000年ごろまで続いたと考えられる。コスタ北部のランバイエケ地方には、金やトゥンバガ製の豪華な仮面で知られるシカン文化が、ワリ文化の終わりごろに重なって興隆した。
その後、コスタ北部にはチムー王国が建国され、勢力を拡大した。首都チャン・チャンの人口は25,000人を超え、王の代替わりごとに王宮が建設されたと思われる。

### タワンティン・スウユの繁栄と滅亡

「インカ帝国の失われた都市」マチュ・ピチュ。

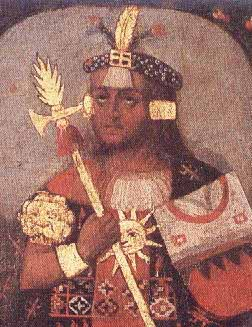
第九代インカ パチャクティ。

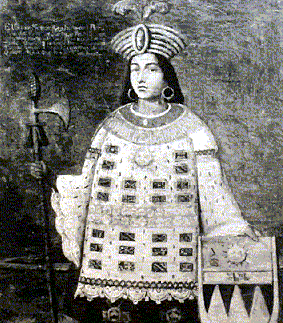
最後のインカ トゥパク・アマルー。

15世紀になりクスコ周辺の南部の山岳地帯が、1438年に即位したケチュア人の王パチャクテクによって軍事的に統一されると、以降は征服戦争を繰り広げて急速に勢力を拡大してきた、ケチュア人によるタワンティン・スウユ（ケチュア語: Tawantin Suyu、インカ帝国）によってペルー、および周辺のアンデス地域は統合される。
続くトゥパク・インカ・ユパンキの代になると、チムー王国も1476年ごろに征服されて、その支配体制に組み込まれた。続くワイナ・カパックの征服によりアンデス北部にも進出し、アンデス北部最大の都市だったキトを征服することになる。またワイナ・カパックはマプーチェ人と戦ってチリの現サンティアゴ・デ・チレ周辺までと、アルゼンチン北西部を征服し、ユパンキの代から続いていた征服事業を完成させ、コジャ・スウユ（ケチュア語: Colla Suyo、「南州」）の領域を拡大させると共にインカ帝国の最大版図を築いた。
インカ帝国はクスコを首都とし、現ボリビアのアイマラ人の諸王国や、チリ北部から中部まで、キトをはじめとする現エクアドルの全域、現アルゼンチン北西部を征服し、その威勢は現コロンビア南部にまで轟いていた。インカ帝国は幾つかの点で非常に古代エジプトの諸王国に似ており、クスコのサパ・インカを中心にして1200万人を越える人間が自活できるシステムが整えられていた。帝国は16世紀初めごろまで栄えていたが、いつのころからか疫病が流行し（パナマ地峡から南にもたらされたヨーロッパの疫病である）、帝位継承などの重大な問題を巡ってキト派のアタワルパと、クスコ派のワスカルの間で激しい内戦（1529年 – 1532年）が繰り広げられた。
内戦はアタワルパの勝利に終わったが、内戦の疲弊の隙にパナマからコスタ北部に上陸したフランシスコ・ピサロ率いるスペインのコンキスタドールたちがインカ帝国を侵略することになった。征服者達は手早くクスコを征服すると、1533年に第13代皇帝アタワルパを絞首刑にして、アンデスを支配していた帝国としてのインカ帝国は崩壊した。ピサロは1534年にリマ市を建設すると、以降このコスタの都市が、それまで繁栄していたクスコに代わってペルーの中心となる。その後、1572年にスペイン人の支配からビルカバンバに逃れていた最後の皇帝トゥパク・アマルーが捕らえられて処刑され、インカ帝国はその歴史の幕を閉じた。

### スペイン植民地時代
植民地下のペルーでは、最初期は南アメリカ全体を統括していたペルー副王領の首都が高山のクスコから太平洋沿岸のリマに移され、金銀などの鉱物の搾取が宗主国スペインによって行われた。ミタ制によってポトシ鉱山開発に酷使された先住民の多くは苦役の末に死亡し、その数は100万人とも言われる。どれだけの人口減があったかは定かではないが、少なくとも全盛期にインカ帝国の人口が1600万人が最高だといわれたのが、18世紀末のペルーでは108万人になったといえば、その凄まじさが理解できるであろう。
このような状況の中で1780年、インディヘナやメスティーソは、クリオージョに対する反抗とスペイン王への忠誠を唱え、トゥパク・アマルー2世を首謀者にした反乱（1780年 - 1782年）を起こした。この反乱は、当初は白人も含んだ大衆反乱だったが、次第にインカ帝国の復興という目標を掲げて、白人に対する暴行、殺害が相次ぐようになると、当初協力的だった白人の支持も次第に失って行き、トゥパク・アマルー2世は遂に部下の裏切りにより捕らえられ、先祖と同様にクスコの広場で処刑された。

### ペルー共和国

#### ペルー独立戦争

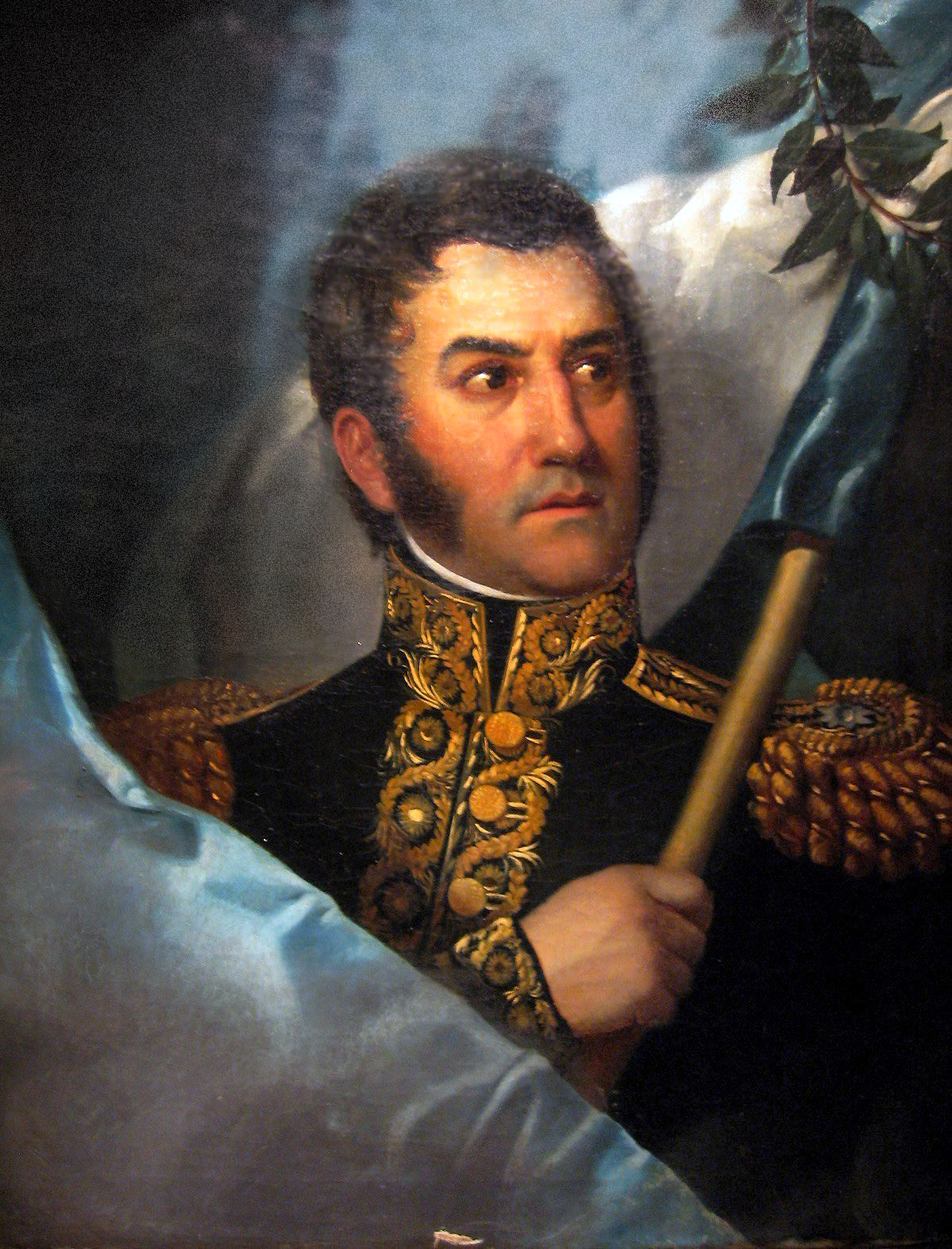
アルゼンチン、チリ、ペルーの解放者 ホセ・デ・サン・マルティン。

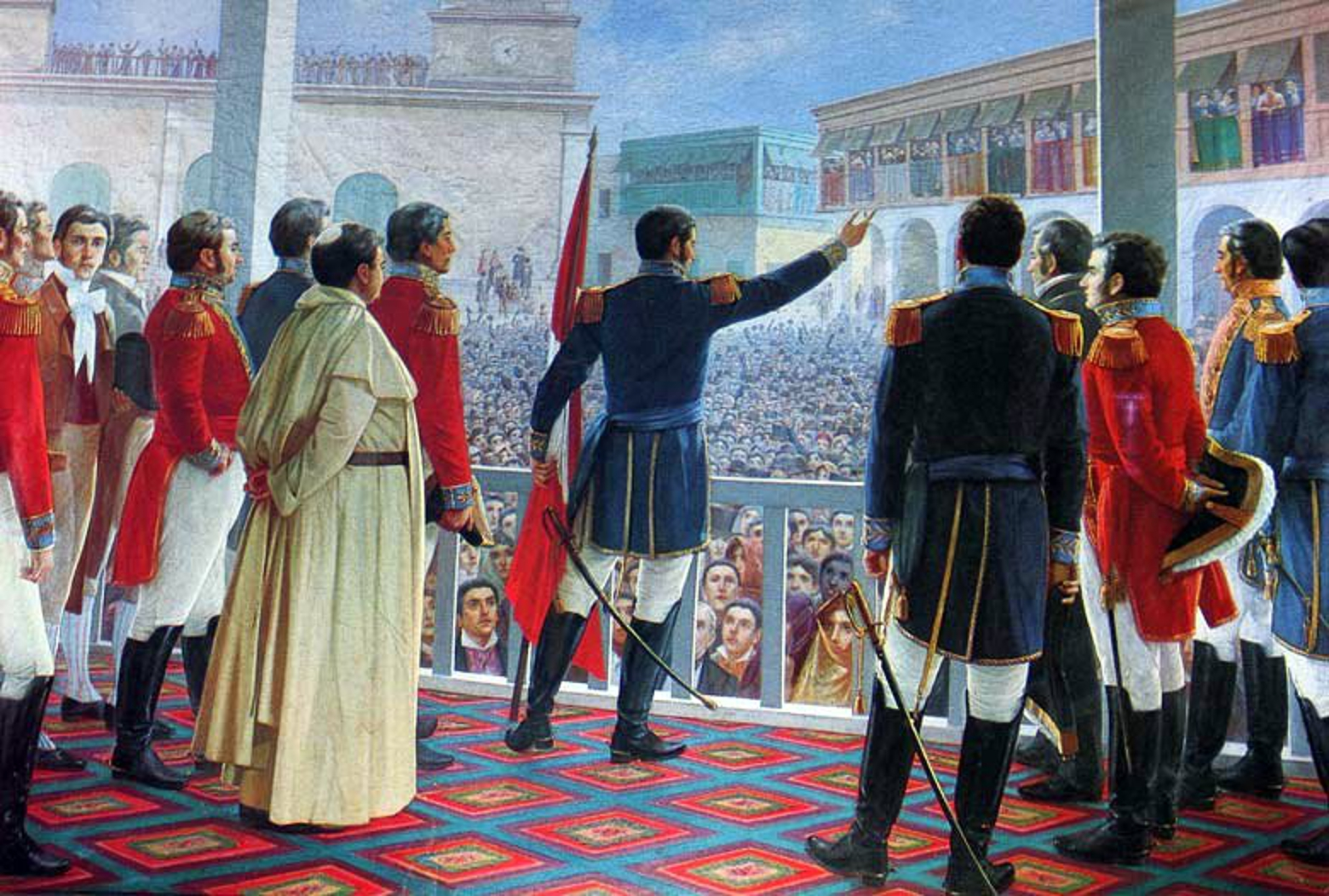
ホセ・デ・サン・マルティンの独立宣言。1821年。

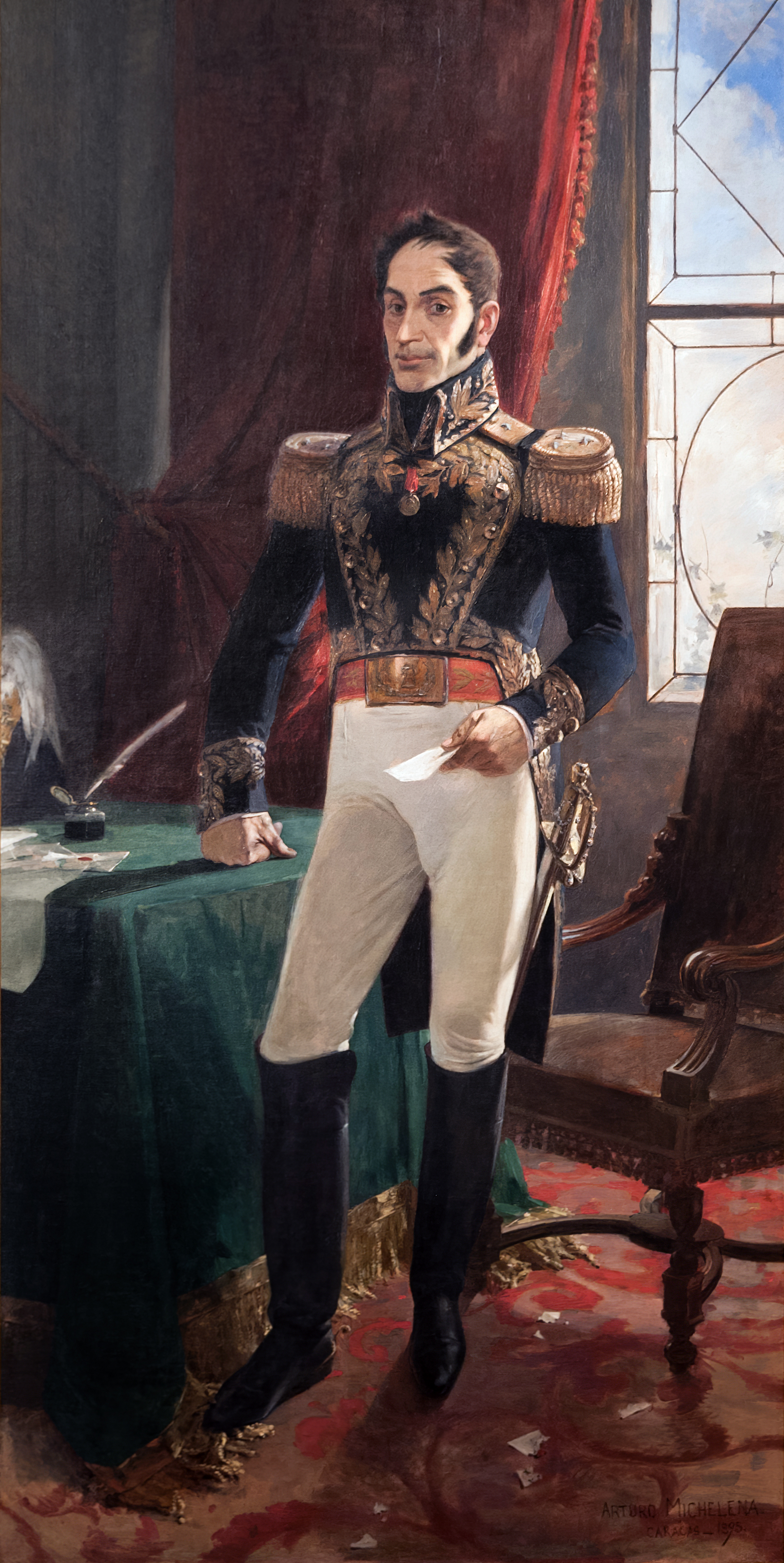
アメリカ大陸の解放者シモン・ボリーバル。

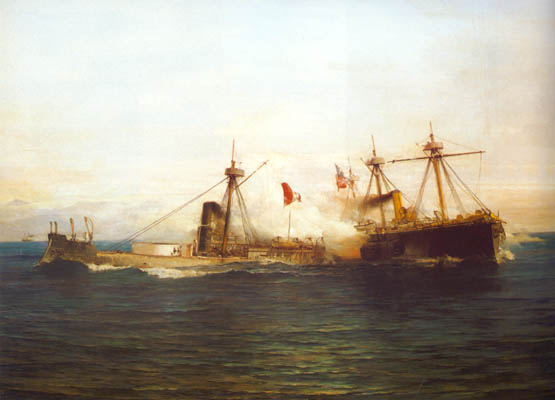
太平洋戦争におけるアンガモスの海戦。

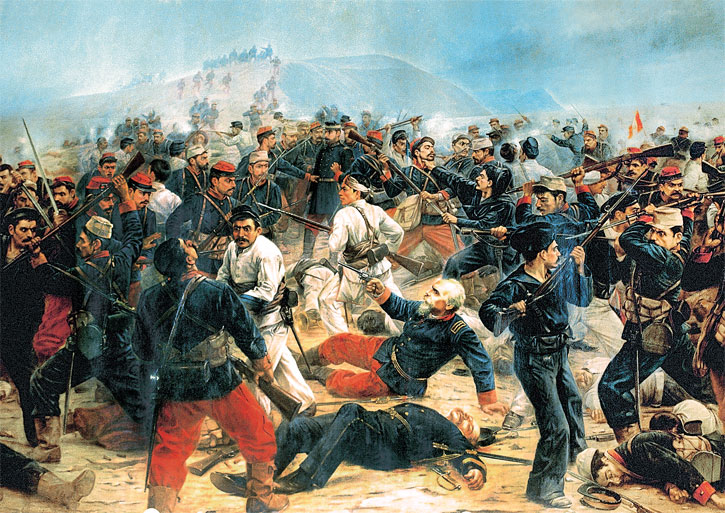
「（太平洋戦争における）アリカの戦い」フアン・レピアニ画。

18世紀末から19世紀初めにかけてのフランス革命以来のヨーロッパでの混乱を背景に、ナポレオン戦争によるヨーロッパでの政変により、スペイン本国にナポレオンのフランス軍が侵入し、兄のジョゼフ・ボナパルトを国王ホセ1世として即位させると、それに反発する民衆の蜂起が起き、ナポレオンと争うイギリスも介入した（半島戦争）。インディアス植民地は偽王ホセ1世への忠誠を拒否した。そのような情勢の中で、シエラからマテオ・ガルシア・プマカワが蜂起し、しばらくシエラの主要部を占領したが（クスコの反乱）、結局プマカワも破れた。1821年7月28日にはるばるラ・プラタ連合州から遠征軍を率いてリマを解放した、ホセ・デ・サン・マルティンの指導の下に独立を宣言したが、副王政府は支配に固執し、シエラに逃れて抵抗を続けた。しかし、1824年に北のベネスエラからコロンビア共和国の解放軍を率いた解放者シモン・ボリーバルの武将、アントニオ・ホセ・デ・スクレがワマンガに攻め込んだアヤクーチョの戦いでペルー副王ホセ・デ・ラ・セルナ （エルネスト・ゲバラ・デ・ラ・セルナの母方の先祖）を撃破し、ペルーは外来勢力の二人の英雄に解放される形で事実上の独立を果たすことになった。しかし、それがただちにインカ帝国や、インディヘナ、メスティーソ、奴隷として連れて来られた黒人といった人々の復権に繋がったわけではなかった。独立時の戦いにより農業も鉱業も荒廃しきっており、インカ帝国の最盛期に全土で1600万人を越えたと推測される人口は、1826年にはペルーだけで150万人になっており、うち14万8000人、人口の一割にすぎない白人が以降百数十年間以上ペルーの国政を動かしていくことになる。1828年、ペルーの事実上の支配者だったカウディーリョ、アグスティン・ガマーラは、ペルーをインカ帝国の後継国家だと考えて、旧インカ帝国の領土を回復するために、またペルーとボリビアの指導層が共に抱いていたお互いを統合しようとする動きから、ボリビア共和国（ボリーバルの共和国）として独立を果たしたアルト・ペルーを併合しようと軍を送ったが、スクレ大統領に打ち破られてしまった。しかし、ガマーラのこの試みはその後も続き、今度はグアヤキル（現在のエクアドル領内で最大の港湾都市）を要求してコロンビア共和国に宣戦布告するが、これもコロンビアに帰国したスクレに打ち破られた。
1836年にボリビアのアンドレス・デ・サンタ・クルス大統領によってペルーは完全征服され、南ペルー共和国と北ペルー共和国に分けられて、1836年10月にペルー・ボリビア連合の成立が宣言された。ガマーラをはじめとする亡命ペルー人はチリに亡命して、チリ政府とアルゼンチンのフアン・マヌエル・デ・ロサスの力を得て軍を動かし、サンタ・クルスを破ると1839年にこの連合は崩壊した（連合戦争、ペルー・ボリビア戦争とも）。再び独立したペルーはガマーラが大統領となった。1841年、再びボリビア併合を望んだガマーラは侵攻軍を率いてボリビアに向かうが、ボリビア軍によって撃退され、インガビの戦いでガマーラ自身も戦死すると、翌1842年にプーノで講和条約が結ばれ、以後両国の統一を望む運動はなくなった。
1845年にラモン・カスティーリャが政権に就くと、この時代に強権によって政治は安定し、肥料に適していた海岸部のグアノ（海鳥の糞からなる硝石資源）や、コスタでの綿花やサトウキビが主要輸出品となってペルー経済を支え、グアノから生み出された富によって鉄道や電信などが敷設され、この時期にリマでペルー独自の文化としてのクリオーヨ文化が育った。また、軍隊の整備も進んだ。
1854年に奴隷制が廃止され、黒人奴隷が解放されると、ペルーの指導層はコスタでのプランテーションで働く労働力を移民に求め、中国人が導入された。苦力（クーリー）として導入された中国人の数は1850年から1880年の間に10万人を超えた。1858年、エクアドル・ペルー戦争（1858年 - 1860年）。1866年にスペイン軍が南米再征服を図って侵攻したが、ペルーはこれをカヤオでの戦いで撃退した（チンチャ諸島戦争）。

#### 太平洋戦争

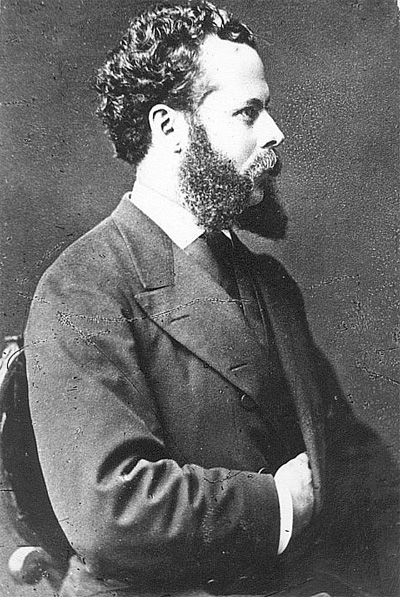
ニコラス・デ・ピエロラ

1879年4月3日にはそれまで問題になっていたアントファガスタのチリ硝石鉱山を巡って、同盟国ボリビアとともにチリに宣戦布告され、三国で太平洋戦争を争った。ペルー兵は勇敢に戦ったが、制海権を握ったチリ軍にリマを占領されて敗北し、アリカとタクナをチリに割譲することとなった。同時にこのころには貴重な資源であったグアノの鉱山も荒廃してしまった。
太平洋戦争後、ペルーは債務不履行に近い状態に付け込まれ、19世紀には豊富な地下資源に着目したアメリカ合衆国やイギリスの経済支配が進むが、同時にそれまで全く省みられることのなかったシエラのインディヘナの文化に、ペルー性を求める言説が生まれるようになった。
太平洋戦争が終わった後もペルーの政治は原則としては軍人統治だったが、1895年に文民のニコラス・デ・ピエロラが政権を握り、ペルーは「貴族共和国」時代を迎えた。これ以降ペルーでも文民が政治を握るようになったのである。1908年には寡頭支配層の分裂の間隙をぬってアウグスト・レギーア政権が誕生。20年にわたる独裁を敷いた。1919年から11年間続く第二次レギーア時代に交通が充実し、結果的にシエラがペルー国家に統合されることになる。その一方で帝国主義や白人支配に反発してビクトル・ラウル・アヤ・デ・ラ・トーレによって、1924年に亡命先のメキシコで「アメリカ人民革命同盟」（アプラ党）が設立された。また、ホセ・マリアテギらのインディヘナ知識人層によってインディヘニスモ運動が盛んになるのもこのころである。1920年代にはアヤ・デ・ラ・トーレがアメリカ人民革命同盟による政権奪取を狙ったが軍部に阻まれ失敗。それ以降アプラ党は国民主義路線を放棄し、支配体制に組み込まれた。1929年にはタクナがチリから返還されたが、アリカの返還は行われず、これはペルー国民に強い不満を与えた。
世界恐慌後、経済を輸出依存していたペルーは急激に不安定になった。政治面ではレギーアが失脚して軍部とアプラの対立が続き、1931年の選挙でアプラ党のアヤを破った軍人のサンチェス・セロ大統領は、ポプリスモ的な政治を始めた。セロは1932年にペルー人の過激派から始まったレティシア占領運動に乗じて、コロンビアからレティシアを奪おうとしコロンビア・ペルー戦争を引き起こすが、この企ては失敗した。サンチェス・セロの暗殺後、ペルー議会はオスカル・ベナビデス将軍を臨時大統領に選んだ。ベナビデスはコロンビアとの戦争を収め、アプラ党との協調を計ったが、アプラ党によるテロが激化した。任期が終わる1936年の選挙でアプラを含む左翼が勝利すると、ベナビデスは選挙を無効化して任期を3年間延長し、経済の好転も手伝って1939年までの任期を無事に終えた。
1939年にマヌエル・プラド・イ・ウガルテチェが大統領になると、ペルーは連合国側で第二次世界大戦に参戦し、敵性国民となった日系ペルー人は弾圧された。既に1940年5月13日にはリマで排日暴動が起きていたが、太平洋戦争が始まるとアメリカ合衆国に連行される者も出た。ペルーは直接第二次世界大戦には兵を送らなかったが、1941年7月5日にエクアドルと国境紛争（エクアドル・ペルー戦争）を行い、エクアドル軍に勝利した後、アメリカ合衆国やラテンアメリカ諸国の支持の下に、係争地のうちの25万km²を翌1942年のリオデジャネイロ議定書で獲得した。このことはその後のエクアドルとの関係に強い緊張を生むことになった。
1945年のブスタマンテ政権はアプラ党に対処する力を持たず、1948年のアプラ党と海軍によるクーデターによって崩壊し、マヌエル・オドリーア将軍が政権に就いた。オドリーア将軍はアルゼンチンのフアン・ペロンのような貧困層の支持により、寡頭支配層と戦うという政治スタイルをとったが、これも挫折し、1956年の選挙で第二次マヌエル・プラード政権が誕生した。この選挙でアプラ党は合法化を条件にプラードを支持し、以降アプラはペルーの支配層の側に回った。
このような保守支配層との協調を嫌ったアプラ党の左派が、当時起きていたキューバ革命の影響を受けて国内左派過激派と合流し、クスコ周辺で革命的武装蜂起を行うが、ペルー軍の掃討作戦によってまもなく殲滅された。

#### 第一次ベラウンデ政権
1962年、アプラ党による選挙不正に抗議するために決起した軍事クーデターは、ペレス・ゴドイ将軍を首班にして、農地改革法などを施行した。現在、ペルーではこのクーデターがペルー史の一大転換点であったとされている。選挙監視内閣だったゴドイ政権は1963年の選挙が終わり、人民行動党のベラウンデ・テリー政権（First Presidency of Fernando Belaúnde (1963-1968)）が軍部の支援で誕生すると解散した。穏健的改良主義者だったベラウンデは軍部の意向を反映して農地改革などを行ったが、ベラウンデはすぐに改革を放棄すると、農村問題とインターナショナル石油会社（IPC＝International Petroleum Corporation）問題でつまずき、IPCとの間にタララで結ばれたタララ協定（El Acta de Talara）で発覚したスキャンダルが国民の強い不満を引き起こした。

#### ペルー革命
こうした状況の中で1968年10月3日、フアン・ベラスコ・アルバラード将軍による軍事クーデター（Gobierno Revolucionario de las Fuerzas Armadas）によりベラウンデは失脚した。クーデターを起こしたベラスコ将軍は、これまでの軍事政権とは打って変わって反米と自主独立を旗印に「ペルー革命」を推進することを約束し、独自の「軍事革命路線」によって外国資本の国有化や第三世界外交が展開された。貧しい生まれだったベラスコ将軍はかつてトゥパク・アマルー2世が掲げた標語を再び掲げ、革命後すぐに司法改革がなされた。農地改革が推進されてコスタの大農園は次々に解体されて多くの土地が小作人に分与され、「40家族支配」体制と呼ばれていたペルーの伝統的な地主寡頭支配層の解体が行われた。それまでアメリカ合衆国一辺倒だった外交が、第三世界を中心に多角化され、キューバやチリ（同時期にチリで似たような改革を進めていたチリ人民連合のサルバドール・アジェンデ大統領は、ベラスコを「同志」と呼んだ）といった域内の左派政権との関係改善が行われ、兵器輸入を中心にソビエト連邦との関係も深まった。日本との交流が深まるのもこのころである。
また、将軍は先住民をカンペシーノ（農民）と呼ぶようにし、以後政府の文書で侮蔑的な響きのあったインディオという言葉が使われることはなくなった。任期の最後の年にはケチュア語が公用語となったが、軍部主導で国民の広範な支持を得られなかった革命は、ポプリスモ的な分配による対外債務の増加、軍部とアプラ系の労組との衝突や、人民の組織化の失敗などもある中で、将軍は自身の体調の悪化と経済政策の失敗により、将軍の失脚をもって1975年に終焉した。
1975年、軍部内右派と左派の妥協により、軍内中道派のモラレス・ベルムデスが大統領となった（Gobierno de Francisco Morales Bermúdez）。モラレスは「革命の第二段階」を称していたが、1976年5月には事実上のIMF管理下に置かれるなど革命からの後退が続き、国民の反軍感情の高まりの中、軍は名誉ある撤退を掲げて1978年6月には制憲議会が開かれ、軍部とアプラ党の歴史的な和解の中で、非識字層に投票権を認めた1979年憲法が制定された。

### ゲリラ戦争と現代のペルー

#### 第二次ベラウンデ政権
1980年には選挙によって民政に移り、再び人民行動党のベラウンデ・テリー政権（Second Presidency of Fernando Belaúnde (1980-1985)）が誕生した。1981年、en:Paquisha War。しかし、災害や不況で政権運営は多難を極め、ベラスコ時代に地主層が解体された後の、農村部における権力の真空状態を背景に、センデロ・ルミノソ（PCP-SL）などのゲリラ勢力が力をつけてきた。また、1984年にはキューバ派のトゥパク・アマルー革命運動(MRTA)が都市を中心に武装闘争を始める。

#### 第一次ガルシア政権

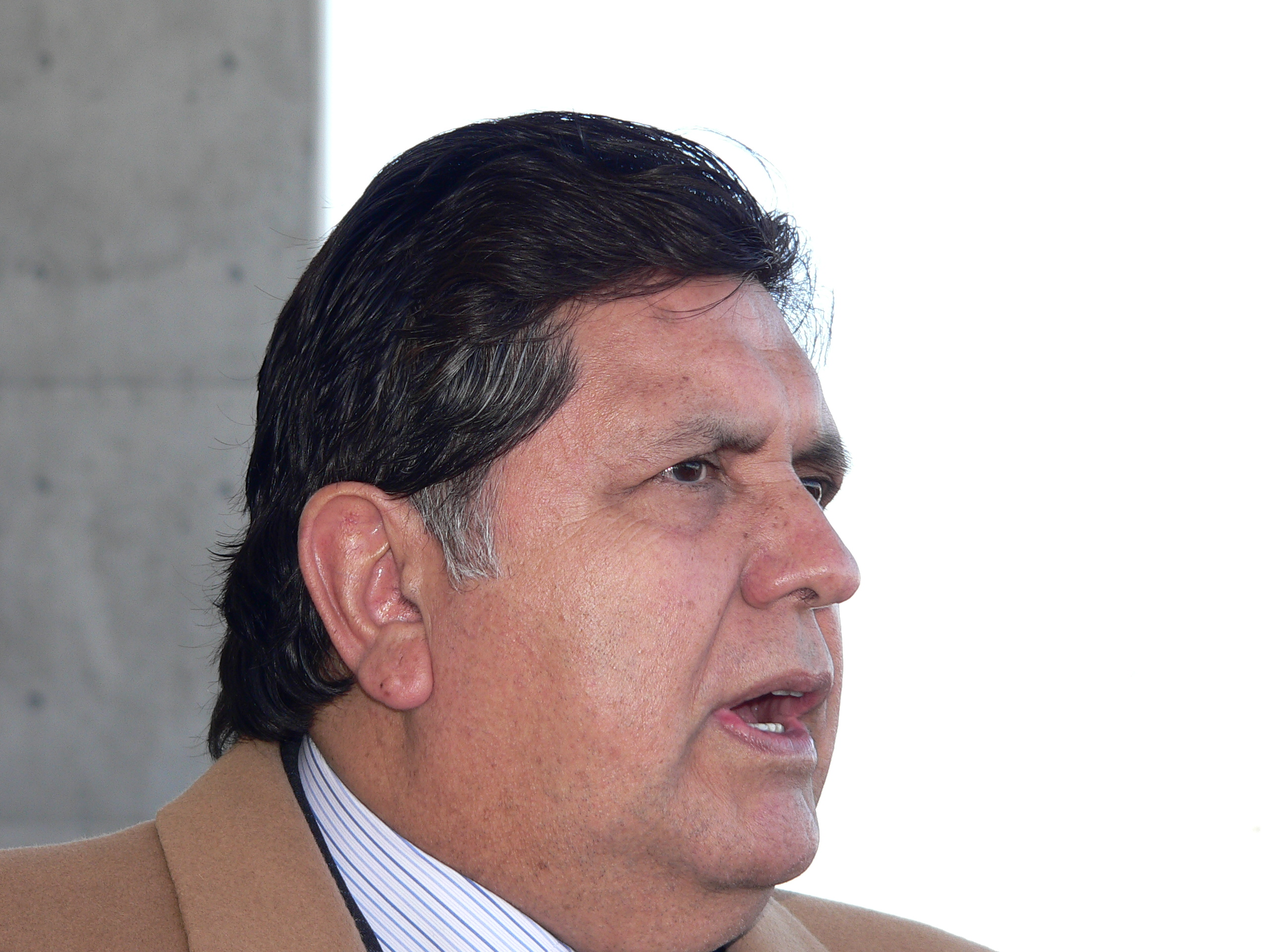
2006年に再選したアラン・ガルシア

1985年、当時32歳だったアラン・ガルシア大統領を首班とする「アメリカ人民革命同盟」の政権が発足し、アプラ党が結成以来ようやく61年目にして初めて政権を握った。アラン・ガルシアは反米、反帝国主義を叫び、当初は国民の支持を背景に国民主義を掲げ、国際通貨基金（IMF）への債務の繰り延べなどの強硬な路線をとる一方で、内政では貧困層の救済に尽力したが、経済政策の大失敗により、深刻な経済後退を引き起こし、国民総生産（GNP）は20年前の水準に逆戻りし、失業率は実に66%を記録した。さらには対外債務の累積は150億ドルにも達しており、これはメキシコ、ブラジル、アルゼンチンなど1000億ドル以上の債務を抱えていたその他の中南米諸国に比べると、かなり小さい額であったが、当時南米の貧しい小農業国に過ぎなかったペルーにとっては莫大な金額で、ペルーの輸出収入30億ドルの5倍、外貨準備高15億ドルの10倍に匹敵した。そのため債務と利払いの返済の停滞による国際金融社会との関係の悪化よる深刻な経済危機を招き、国家破綻寸前に陥った。苦境に立たされたガルシア政権は「国民を飢えさせてまで、支払うつもりはない」として、債務の支払いを輸出収入の10％以内に限定するという「10％原則」と呼ばれる一方的な措置を取った。これは事実上の徳政令であったことから、これが決定打となり、更に国際金融機関との関係を極度に悪化。そのためにIMF、世界銀行のような国際金融機関や主要先進諸国からの資金の流入が停止し、国内の経済困難に一層拍車をかけ、国際的信用が失墜したペルーの通貨は暴落。インフレ率8000%というハイパーインフレを記録し、通貨は紙切れ同然となり、1990年には完全な国家破産状態に陥る。また当時はセンデロ・ルミノソはアヤクーチョを中心にシエラの大部分を占領し、パンアメリカンハイウェイや主要幹線道路までがセンデロ・ルミノソに押さえられてリマは包囲され、センデロ・ルミノソによる革命が間近に迫っているかのように思われた。

#### フジモリ政権

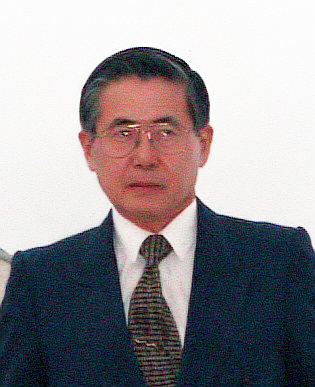
第91代大統領アルベルト・フジモリ

このような危機的状況下にて行われた大統領選挙では、ノーベル文学賞作家のマリオ・バルガス・リョサを破って「変革90」（Cambio 90）を率いた日系二世のアルベルト・フジモリが勝利し、フジモリは南米初の日系大統領となる。「フジ・ショック」と呼ばれたショック政策によるインフレ抑制と、財政赤字の解消による経済政策を図って、新自由主義的な改革により悪化したペルー経済の改善を図り、農村部の農民を武装させたゲリラ対策により治安の安定に一部成功するなど、素人とは思えない業績を残した。しかし、このようなやり方に一部反発も起きた。議会を自らの行った改革の障害と見做すと、1992年4月5日にはフジモリは議会を解散し、憲法を停止して非常国家再建政府を樹立した。このようにして確立した権力を最大限に活用して、国内の治安問題においてセンデロ・ルミノソの首謀者グスマンを逮捕し、組織を壊滅状態に追いやるなど治安回復に大きな成果を挙げた。この自主クーデターは、欧米から「非民主的」と非難された。1994年からは軍部よりの政策になると首相辞任などの政治混乱を招いたが、自らの再選を認める1993年憲法を公布した後に、1995年の民主的な選挙で再任された。1995年にアマゾンの係争地（石油埋蔵地）を巡ってエクアドルのシスト・デュラン・バジェン政権とのセネパ紛争に勝利し、両国の間で長年の問題となっていた国境線を画定するなどの功績を残している。フジモリ政権は日本との友好関係を強化し、日本はこの時期にペルーへの最大の援助国となったが、これを原因として1996年12月にトゥパク・アマルー革命運動による日本大使公邸占拠事件が発生した。2000年にはフジモリは再選を果すが、徐々に独裁的になっていった政権に対する国民の反対運動の高まりや
、汚職への批判を受け、11月21日に訪問先の日本から大統領職を辞職した。顧問のモンテシノスに行わせていた買収工作や諜報機関ペルー国家情報局の存在が明らかになり、フジモリ政権は幕を閉じた。しかし、汚職での失敗支持を失ってなお、経済・治安で大きな役割を果たし、21世紀においても地方を中心に大きな支持を受けている。
2001年の選挙により、「可能なペルー」（Perú Posible）から先住民初（チョロ）の大統領、アレハンドロ・トレドが就任した。貧困の一掃と雇用創出、政治腐敗の追及を公約とした政権は、しかし経済政策は成果を上げることはできず、国民の支持は下り坂。左翼ゲリラによるテロ活動も復活し治安は悪化している。

#### 第二次ガルシア政権
2006年の選挙により、アメリカ人民革命同盟（アプラ）から、16年ぶりにアラン・ガルシアが再び大統領に就任した。2007年8月15日に発生したペルー地震によって、死者540人、負傷者1,500人以上、被災者数85,000人が報告されている。2009年4月7日、ペルーの最高裁特別刑事法廷は、元大統領アルベルト・フジモリ被告に対し、在任中の市民虐殺事件や殺人罪などで禁固25年（求刑30年）と被害者や遺族への賠償金支払いを命じる有罪判決を言い渡した。

#### ウマラ政権
2006年の選挙でアラン・ガルシアに敗北したオジャンタ・ウマラが2011年大統領選挙で勝利し左派政権が誕生した。格差の縮小や富の再分配に重点を置いた政策を表明したが、実際には市場寄りの中道左派政策を取った。2012年2月13日にセンデロ・ルミノソの残党リーダーのフロリンド・フロレスを銃撃戦の末、身柄を拘束した。拘束を受けてオジャンタ・ウマラ大統領は、テレビ放送にて「センデロ・ルミノソはもはやペルーにとって脅威ではない。」と演説を行った。

#### 汚職を原因とした政治的混乱
2017年、オジャンタ・ウマラ大統領は、ブラジルの建設会社をめぐる汚職（オペレーション・カー・ウォッシュ）を理由に罷免されるとペドロ・パブロ・クチンスキが大統領に就任。しかし2018年3月21日、ペドロ・パブロ・クチンスキにも、同じ汚職事件に関与していた疑いが高まり、罷免決議案が採決される直前に辞職、副大統領職にあったマルティン・ビスカラが大統領に就任した。この建設会社をめぐる汚職事件は、ペルー政界を揺るがし続け、2019年4月17日には、2011年まで大統領を務めていたアラン・ガルシアが自殺。これも同じ汚職事件に関与した疑いで逮捕される直前の出来事であった。
2020年11月9日、マルティン・ビスカラ大統領がモケグア県知事時代の汚職を理由に罷免され、10日にマヌエル・メリノ国会議長が大統領に就任した。しかしこれに抗議するデモが相次ぎ、15日にメリノも辞任を発表。16日、元世界銀行職員のフランシスコ・サガスティが新大統領に選出された。わずか1週間に3人の大統領が存在したこととなった。2021年7月28日、急進左派のペドロ・カスティジョが大統領に就任。グイド・ベジド（ベリド）が首相に指名されたが、過激な発言で野党と対立して国会運営に行き詰まり、10月6日辞職した。
2022年12月7日、議会で弾劾が審議される数時間前にカスティジョは、議会を解散して大統領令による統治を開始し、2023年9月までに議会選挙を行うと表明。議会は大統領決定を認めずカスティジョを解任し、ディナ・ボルアルテ副大統領を新大統領とすることを賛成101、反対6、棄権10票で決定。ベッツィー・チャベス首相をはじめ閣僚は辞任し、カスティジョは失職した直後に亡命のためメキシコ大使館へ向かったが途中で国家警察に反逆容疑で拘束され、首都リマ近郊の警察施設に収監された。
ペルー国内ではデモ活動が活発化し、一部は新大統領の辞任や新憲法の制定、議会の解散を要求し始めた。12月16日にはコレア教育相とペレス文化相が辞任を表明した。

## 政治

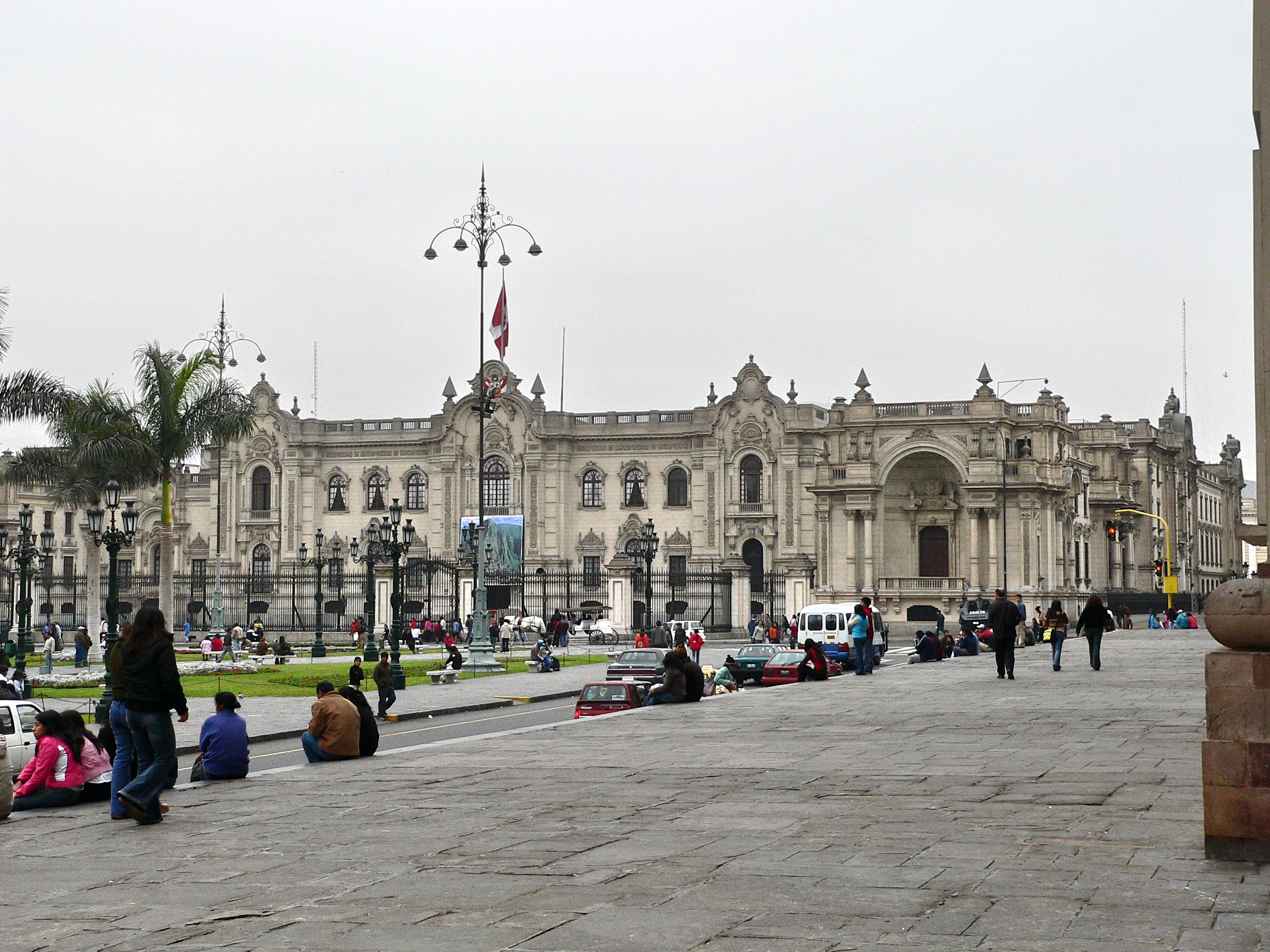
ペルーの大統領宮殿。

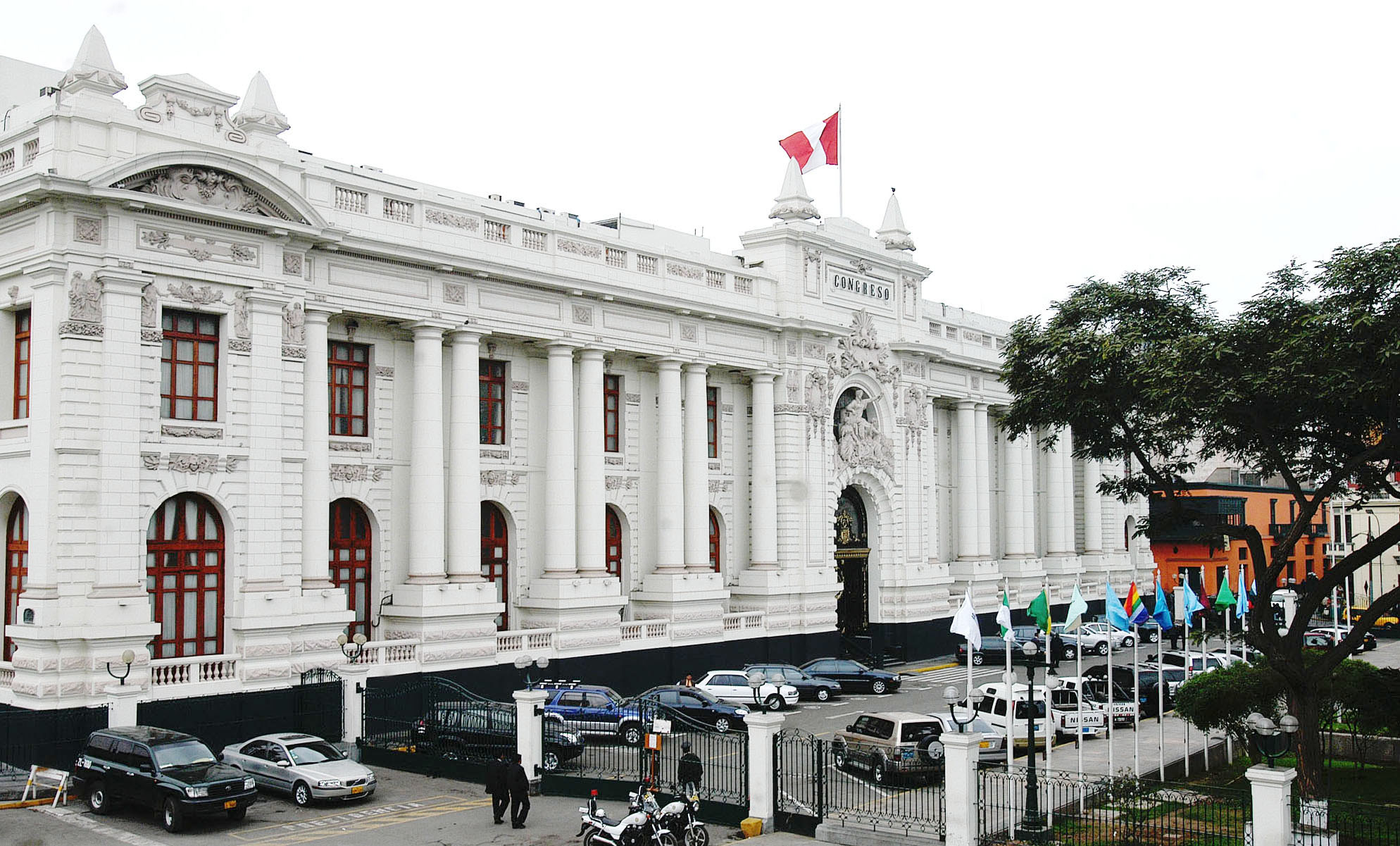
ペルー共和国議会。

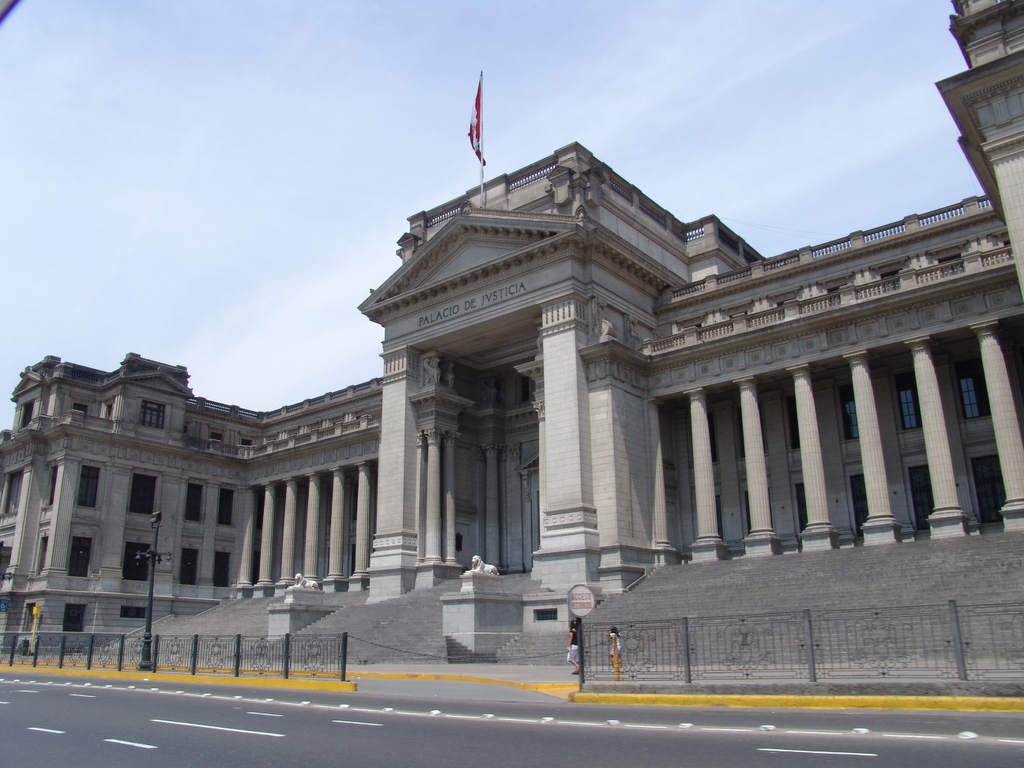
ペル―最高裁判所。

大統領を元首とする共和制国家であり、行政権は大統領が行使する。大統領、副大統領共に普通選挙によって選出され、任期は5年。現行の憲法は1993年憲法であり、同憲法の規定では大統領の権限が強力であるが、大統領の再選は2000年の憲法改正により禁止されている。また、大統領によって首相に当たる閣僚評議会議長が任命される。
立法権は一院制の共和国議会によって担われ、議会の定数は130人となっている。
司法権は最高裁判所と憲法裁判所に分担されている。刑事裁判や民事裁判は最高裁判所の管轄であり、違憲審査やその他の憲法裁判は憲法裁判所の管轄である。しかし、憲法裁判所はアルベルト・フジモリの支持基盤であった人民勢力党との癒着が疑われている。
1980年ごろから反政府左翼ゲリラの活動が活発になった。センデロ・ルミノソとトゥパク・アマルー革命運動(MRTA)が反政府活動の主流である。これら左翼ゲリラの活動と軍との衝突によって、農村部の人口を中心に3万人を超える犠牲者が出たと言われている。
1990年に誕生したフジモリ政権は治安回復に取り組んだが、少数与党であった為議会運営に問題を抱えていた。そのため議会と憲法を停止するという強引な方法で全権を掌握し、対ゲリラの治安対策と経済対策を行った。この手法は民主主義に反すると諸外国から抗議があったが、センデロ・ルミノソのグスマンをはじめとする左翼ゲリラの最高責任者を逮捕するなど治安回復に効果をあげた。経済政策にもインフレ抑制など特筆すべき成果を挙げており、貧困層からは未だに人気が高い（要出典）。

### 法律
2006年まで死刑の適用は国家反逆罪のみ、一般の刑法犯は終身禁固を最高刑とする一般犯罪における死刑廃止国だったが、アラン・ガルシア大統領は、選挙公約の一つに掲げていた、7歳未満の子供に性的暴行を加え殺害した被告への死刑適用を認める法案を、この年の9月21日に議会へ提出した。現在、その審議が行なわれている。背景には、日本の広島県で2005年に発生した広島小1女児殺害事件の容疑者が母国ペルーで同様の犯行を行っていたことや、年少者に対する性犯罪の厳罰化を求める世論が同国で高まり殺害した場合の死刑適用に8割が賛成するなどの世論調査の結果が挙げられる。
ラテンアメリカ諸国全体の傾向としては、現在ほぼ全ての国が一般犯罪に対する死刑を廃止し、死刑制度を存続している国も10年以上死刑を執行していない。

## 国際関係

### ペルーが参画する主な国際間組織など
- アンデス共同体
- 南米諸国連合
- ラテンアメリカ・カリブ諸国共同体
- ラテンアメリカ統合連合
- ラテンアメリカの前進と発展のためのフォーラム
- アジア太平洋経済協力
- イベロアメリカ首脳会議
- 環太平洋パートナーシップ協定

### 日本との関係
在ペルー日本国大使館
駐日ペルー大使館

### 中華人民共和国との関係
リマ郊外で、中国遠洋海運集団が60％出資して整備されたチャンカイ港が2024年11月14日に開港し、式典にオンライン参加した習近平中国共産党総書記は一帯一路の成功事例と語った。

## 軍事
かつて徴兵制が敷かれており、成人男子は2年間の兵役の義務を有していたが、1999年に廃止されて志願兵制を採用している。
1960年代後半からベラスコ将軍の革命政権時代にソビエト連邦との友好が図られたため、1980年の民政化後もペルー軍は基本的には東側の装備である。ペルーにおいて軍隊、特に陸軍はメスティーソやチョロといった貧しい階層の出世が可能な唯一の組織であったといっても過言ではなく、サンチェス・セロやベラスコ・アルバラードなど、過去にクーデターで政権を握った軍人にもそういった階層の出身者は多かった。こうしたある意味で民主的な陸軍の伝統がある一方、対照的に海軍はイギリス海軍の影響を受けて貴族的であり、多くの機会において有色人種や身分の低い階層よりも白人が優先されていた。
軍隊は「憲法の番人」を自認しており、文民政権が違憲的な政策を行った場合にそれをたしなめ、憲法に沿った形で公正な政治を文民に行わせるのが、長らく軍隊の役割であるとされてきた。

### 陸軍
ペルー陸軍は兵員約76,000人（2001年）を擁している。

### 海軍
ペルー海軍は兵員約26,000人（2001年）を擁している。

### 空軍
ペルー空軍は兵員約18,000人（2001年）を擁している。

## 地方行政区分

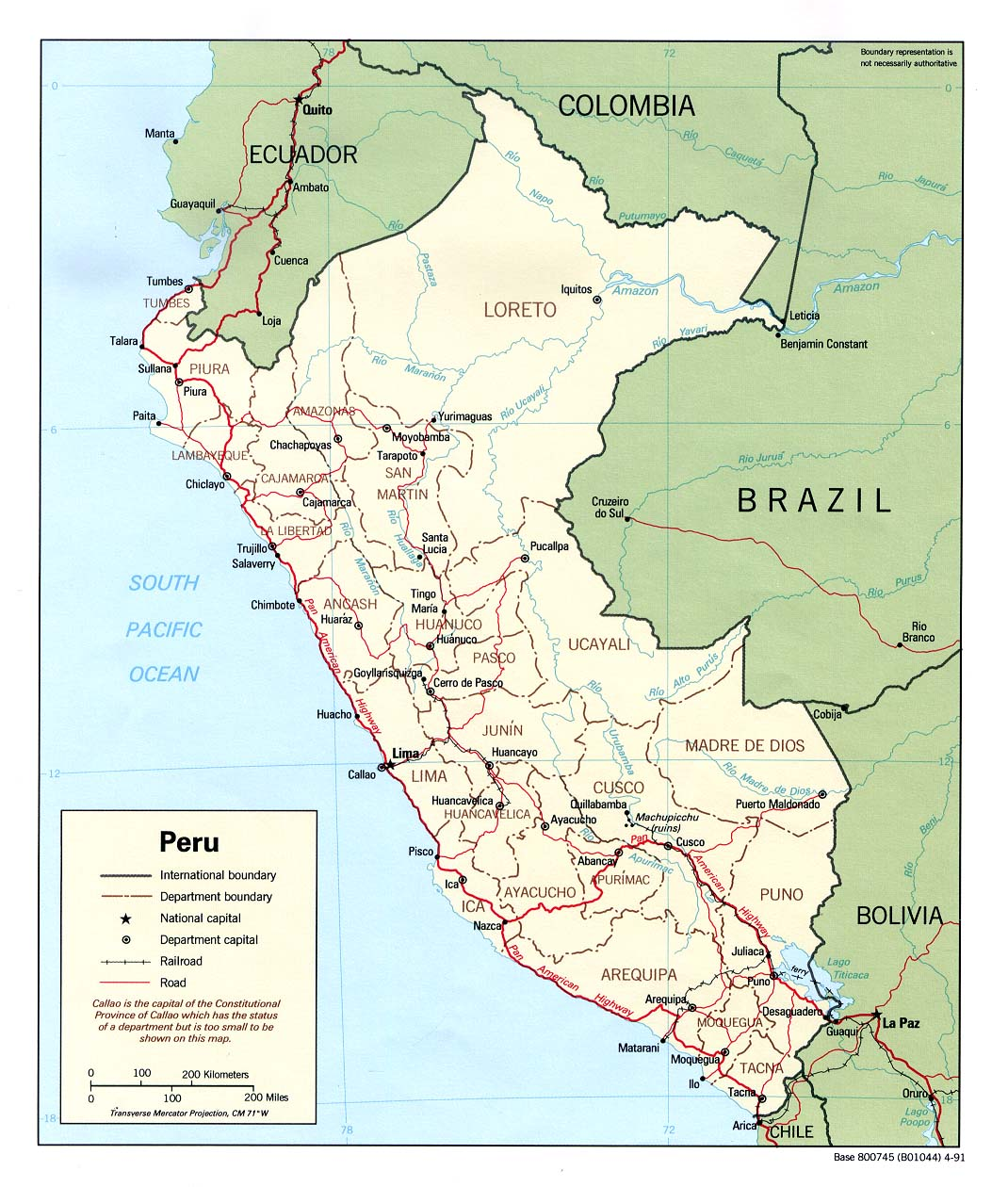
ペルーの地図。

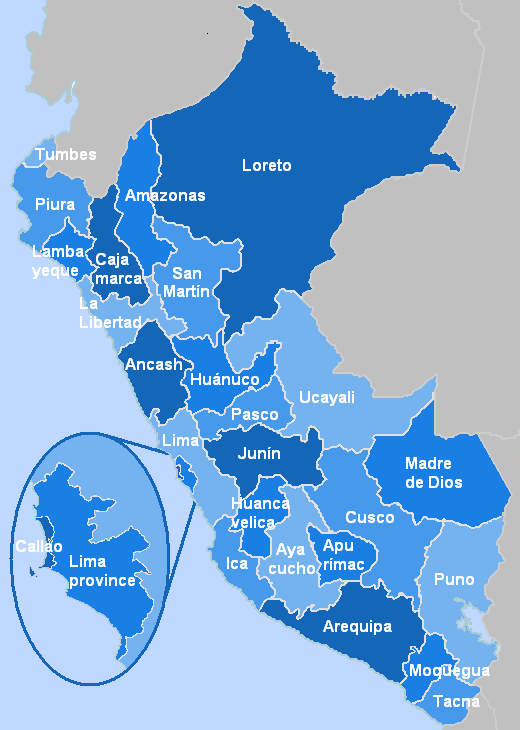
ペルーの県。

24の県（departamentos）とカヤオ特別区（Provincia Constitucional del Callao）によって編成されている。
- 北部
  - トゥンベス県 (Tumbes)
  - ピウラ県 （Piura）
    - ワンカバンバ郡

  - カハマルカ県 （Cajamarca）
    - ハエン郡

  - アマソナス県 （Amazonas）
  - ロレート県 （Loreto Region）
    - アルト・アマソナス郡、マイナス郡、マリスカル・ラモン・カスティージャ郡

  - ランバイエケ県 （Lambayeque Region）
  - ラ・リベルタ県 （La Libertad）
    - パタス郡、ボリーバル郡、フルカン郡、サンチェス・カリオン郡、サンティアゴ・デ・チュコ郡、オトゥスコ郡

  - サン・マルティン県 （San Martín）
    - トカチェ郡、モヨバンバ郡、ベジャビスタ郡、エル・ドラード郡、ワジャガ郡（スペイン語版、英語版）、ラマス郡、マリスカル・カセレス郡、ピコタ郡、サン＝マルティン郡
- 中部
  - アンカシュ県 （Ancash）
    - パリャスカ郡、コロンゴ郡、シワス郡

  - ワヌコ県 （Huánuco）
    - ワカイバンバ郡、ワマリエス郡、レオンシオ・プラード郡、マラニョン郡、ワヌコ郡、アンボ郡、ドス・デ・マヨ郡、パチテア郡、プエルト・インカ郡

  - ウカヤリ県 （Ucayali）
    - パドレ・アバッド郡、コロネル・ポルティージョ郡

  - リマ県 （Lima）
    - カハタンボ郡（en）、バランカ郡（en）、オヨン郡（en）、ワウラ郡（en）、ワラル郡（en）、カンタ郡（en）、ワロチリ郡、ヤウヨス郡（en）、カニエテ郡（en）

  - パスコ県 （Pasco）
    - オクサパンパ郡ビジャ・リカ町、パスコ郡、オクサパンパ郡

  - フニン県 （Junín Region）
    - ワンカヨ郡サント・ドミンゴ・デ・アコバンバ町、コンセプシオン郡アンダマルカ町、サティポ郡、チャンチャマヨ郡、ハウハ郡、フニン郡、タルマ郡、チュパカ郡

  - カヤオ特別区 （Callao）
- 南部
  - イカ県 （Ica）
  - ワンカベリカ県 （Huancavelica）
    - タヤカハ郡、アンガラエス郡、カストロビレイナ郡

  - アヤクーチョ県 （Ayacucho）
    - ワンタ郡、ラ・マル郡、ルカナス郡、ワマンガ郡

  - アプリマク県 （Apurímac）
    - チンチェロス郡、アンダワイラス郡、アバンカイ郡

  - クスコ県 （Cuzco）
    - ラ・コンベンシオン郡

  - マードレ・デ・ディオス県 （Madre de Dios）
  - アレキパ県 （Arequipa）
  - プーノ県 （Puno）
  - モケグア県 （Moquegua）
  - タクナ県 （Tacna）

### 主要都市
主要な都市はリマ（首都）、アレキパ、トルヒーリョ、チクラーヨがある。

## 地理

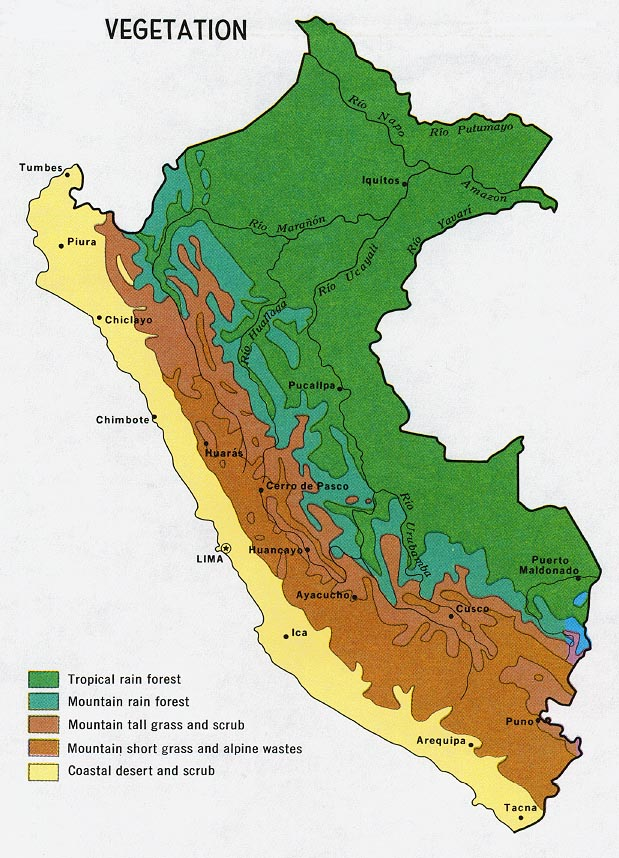
ペルーの三地域が色分けされている。

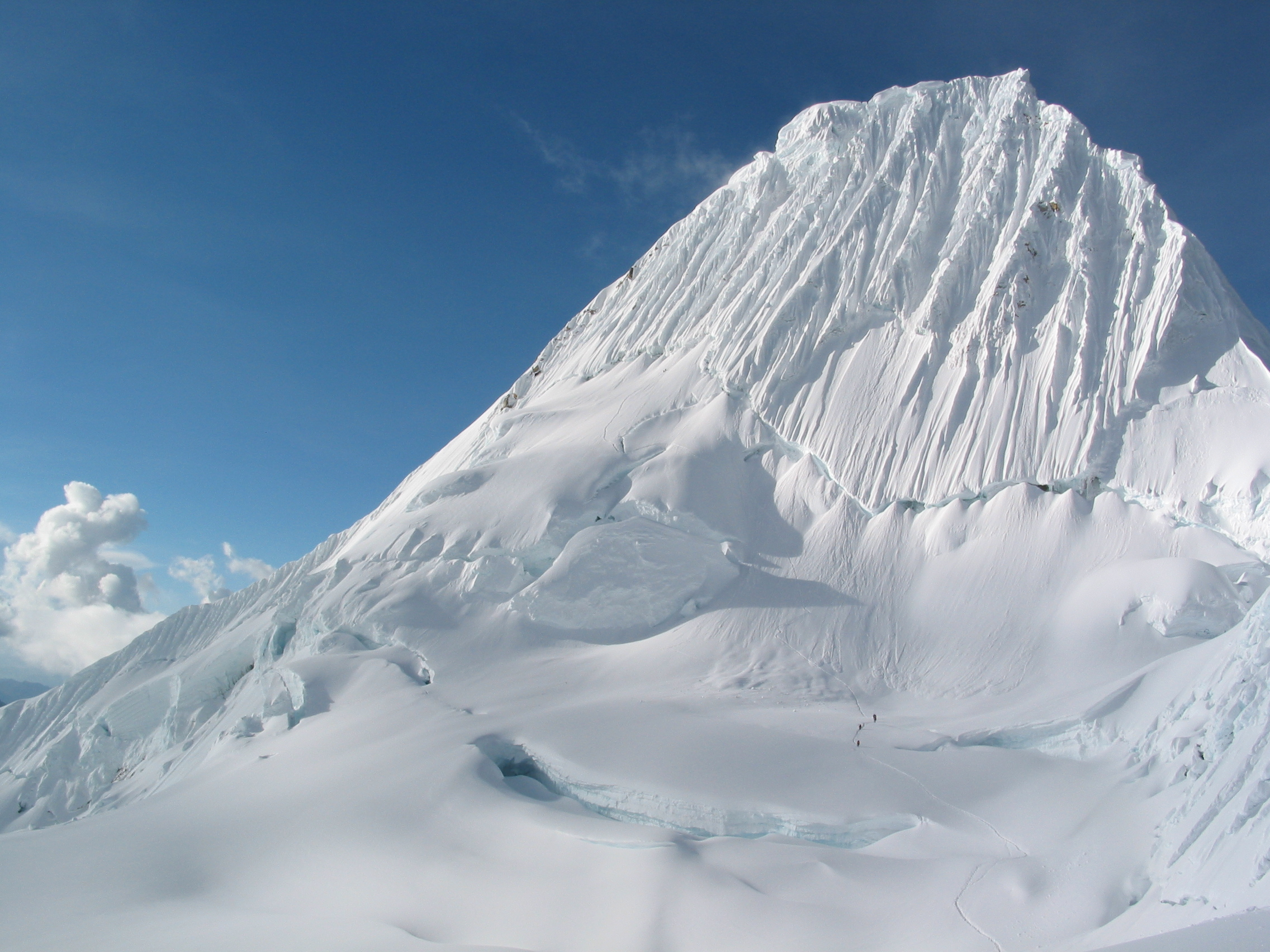
アンデス山脈の頂から流れる水が多くの川となる。

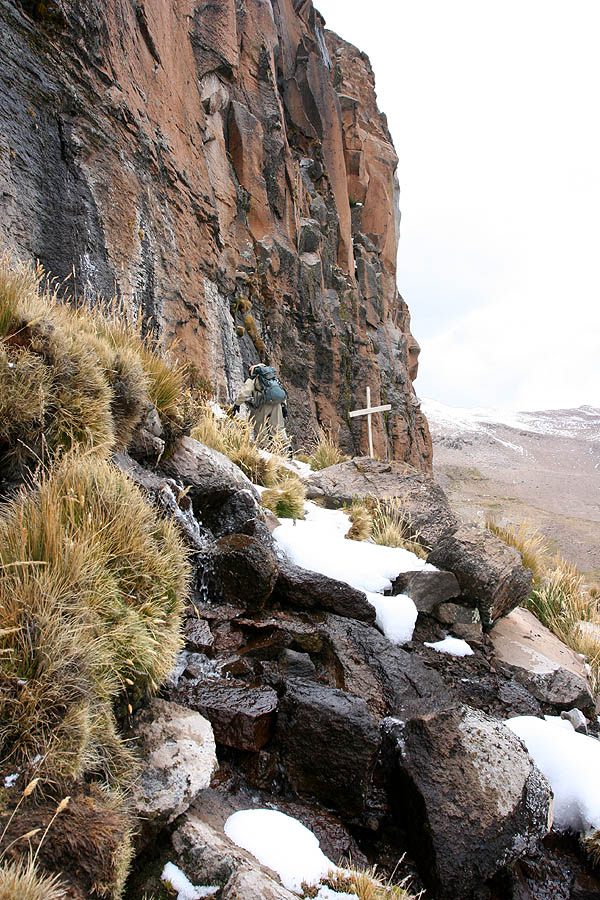
アマゾン川の源流地点。

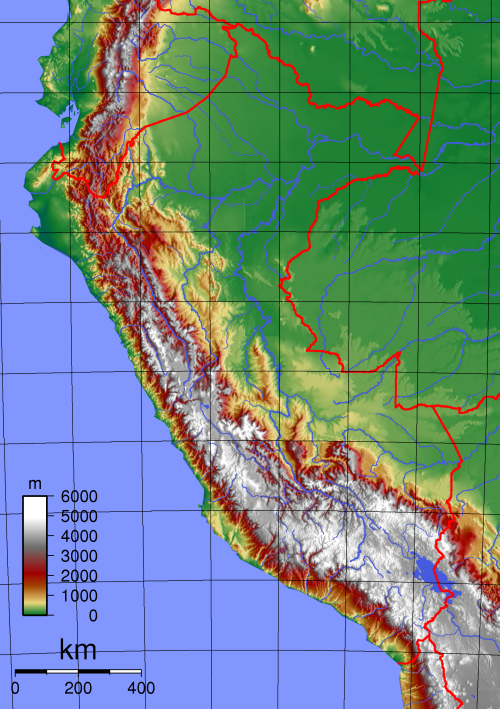
ペルーの地形図

ペルーの国土は三つの地形に分けられ、砂漠が広がる沿岸部のコスタ（es、国土の約12%）、アンデス山脈が連なる高地のシエラ（es、国土の約28%）、アマゾン川流域のセルバ（es、国土の約60%）である。このように3つに分けられる地形に加え、さらにコスタとシエラでは北部、中部、南部の違いがあり、それも大きなペルーの地域性の違いとなっている。気候としてはペルーは基本的には熱帯であるものの、標高の差や南北の差により各地域で大きな違いがある。
コスタは太平洋から東に向けて標高500mまでの地点を指し、この幅50kmから150km程の狭い地域にペルー国民の半数以上が居住している。砂漠であるものの、フンボルト海流の影響で緯度の割には気温は一年を通して過ごしやすく、最も暑い2月の平均気温が22℃、最も寒い8月の平均気温も14℃であり、灌漑を行えば通年で農耕が可能な土地である。ただし、後述するように海流の関係で霧が発生し、湿度は非常に高い。冬の日はどんよりとした天気が続く。人が住めるのは古代からずっと砂漠の間を通る川の流域や、湧き水で出来たオアシスの周囲のみであり、前インカ期からこうした地域に古代文明が栄えていた。なお、こうした河川はコスタに50以上ある。オクカヘ砂漠では2021年にバシロサウルスの化石が発見されている。
シエラはコスタの終わるアンデス山脈の西斜面の標高500m以上の地域から、東斜面の標高1,500m程までの地域を指し、その標高によってシエラ内でも幾つもの地域に細分化されている。標高2,000m以下の暑い地域をユンガといい、この地域ではコーヒー、果物などの亜熱帯作物が育つ。標高2,500mから3,500mまでの温暖な地域をケチュア（キチュア）といい、タワンティンスーユの中心だったクスコもこの範囲内にあった。この地域ではジャガイモが育つ。標高3,500mから4,100mの冷たく涼しい地域をスニといい、リャマやアルパカの放牧に適している。4,100m以上の人間の居住には適さないぐらい寒冷な地域をプーナと呼ぶ。
シエラの農村部では、インディヘナ（ペルーでは公式にはカンペシーノ＝農民と呼ばれる）の農民が、インカ帝国時代とあまり変わらない形態の農業を続けており、アイユと呼ばれる村落共同体の伝統が未だに重要な経済単位となっている。
セルバ（モンターニャ）はアンデス山脈東斜面の標高2,000m以下の地域を指す。標高2,000mから500mがセルバ・アルタとなり、豆やバナナなどの熱帯作物が育つのはこの地域である。標高500m以下はセルバ・バハとなり、かつてゴムや砂金のブームが起きたのはアマゾンのこの地域である。
ペルーの太平洋沿岸には寒流のペルー海流（フンボルト海流）と暖流が流れており、2つの海流がぶつかることによってペルー沖は好漁場となっている。

### 山
ペルーの国土を南北にアンデス山脈が貫いており、アンデス山脈は西部のオクシデンタル山脈、中央部のセントラル山脈、東部のオリエンタル山脈に分かれる。国内最高峰はオクシデンタル山脈のウアスカラン山（6,778m）である。

### 河川と湖
アンデス山脈から多くの川が東西に流れており、西に流れる川はコスタの砂漠を潤す役割を果す。アマゾン川の源流もアンデス山脈のミスミ山にあり、アマゾン川はペルー最大の河川となっている。また、北部を流れるプトゥマヨ川はペルーとコロンビアの国境線を形成している。
ペルーとボリビアの国境地帯のティティカカ湖は両国最大の湖となっている。

## 経済

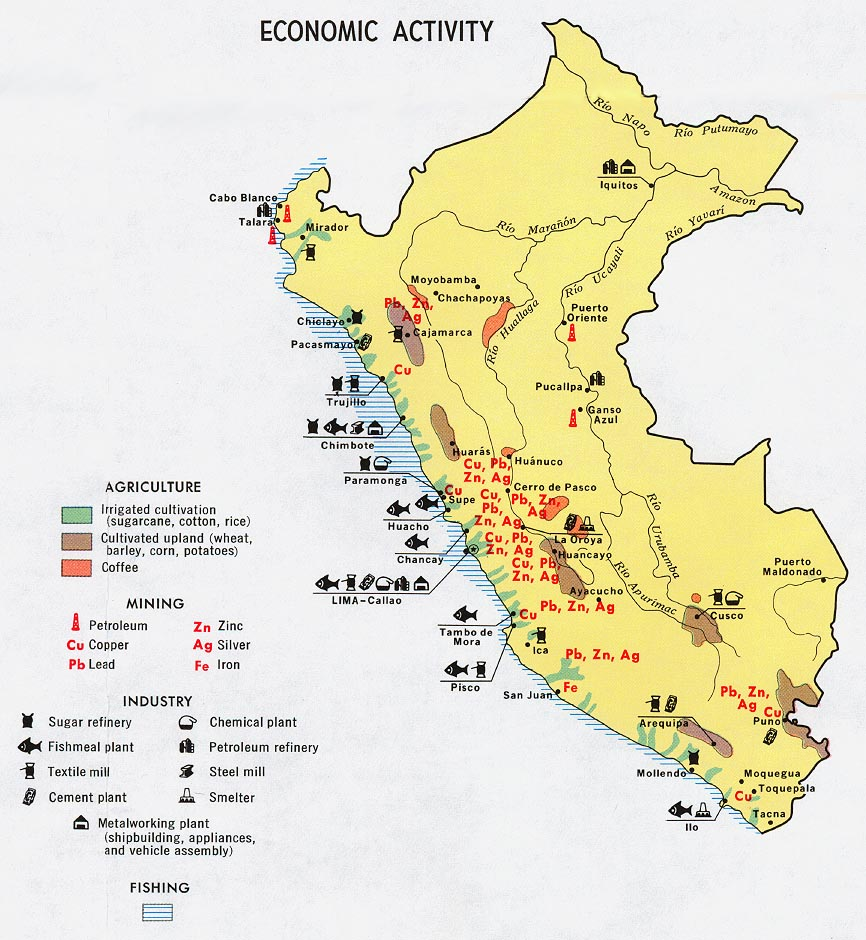
ペルーの特産品（1970年）。

2021年のペルーのGDPは2,259億ドル、1人当たりのGDPは6,680ドルである。
アンデス共同体の加盟国、メルコスールの準加盟国であり、アジア太平洋経済協力と南米共同体の加盟国でもある。
現行の通貨は、かつての通貨ソルに代わって導入されたヌエボ・ソル（新ソル）。その下に補助通貨単位としてセンティモ（Centimo）、s/.1＝100Centimosが存在する。
産業の中心は、銅・鉛・亜鉛・銀・金などの鉱業である。特に銀は世界第2位の産出量である（2003年）。石油やガスなどの天然資源も産出する。ただし、鉱山の近くでは、適切な環境保全対策や住民の保護が全く行われておらず、周辺住民は住まいを追われ、鉱毒に侵されている。
また、漁業は古くから盛んであり、1960年代には漁獲高で世界一を記録していた。2003年においても中華人民共和国に次いで世界第2位の漁獲高を記録。水産業もペルーの主要な産業であると言える。

### 貿易
2021年の輸出額は573億3,700万ドル、輸入額は510億8,300万ドルとなった。
輸出相手国上位5カ国は中国、アメリカ、韓国、日本、カナダであり、中国とアメリカの2カ国で輸出額の約45％を占めている。主要輸出品は銅、金、亜鉛などの鉱物資源や、ブドウ、ブルーベリー、アボカドなどの農産物である。ペルーは2020年にブルーベリーで世界２位、アボカドで世界４位の生産国となった。輸入相手国上位５カ国は中国、アメリカ、ブラジル、アルゼンチン、メキシコであり、中国とアメリカの２カ国で輸入額の約47％を占めている。主要輸入品は燃料や輸送機器、電気製品などである。

### 日本との貿易
2021年の日本の輸出額は10億2,500万ドル、日本の輸入額は29億3,300万ドルとなり、日本がペルーから輸入する金額の方が多くなっている。ペルーへの輸出品は自動車、電気製品、タイヤなどである。ペルーからの輸入品は銅、亜鉛、鉄などの鉱物資源、原油、天然ガスなどである。

## 国民

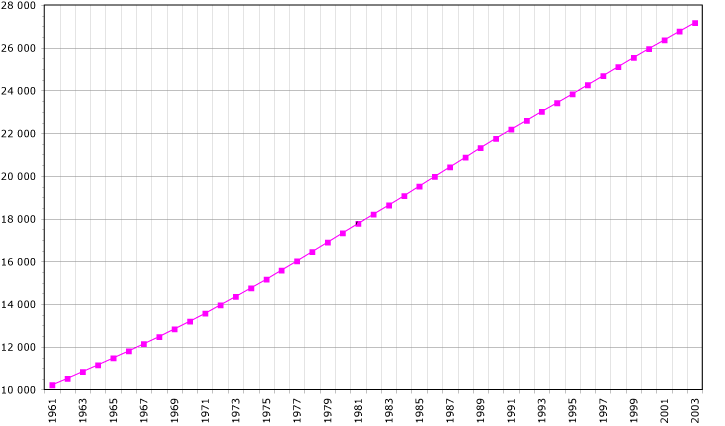
1961年から2003年までのペルーの人口動態グラフ。

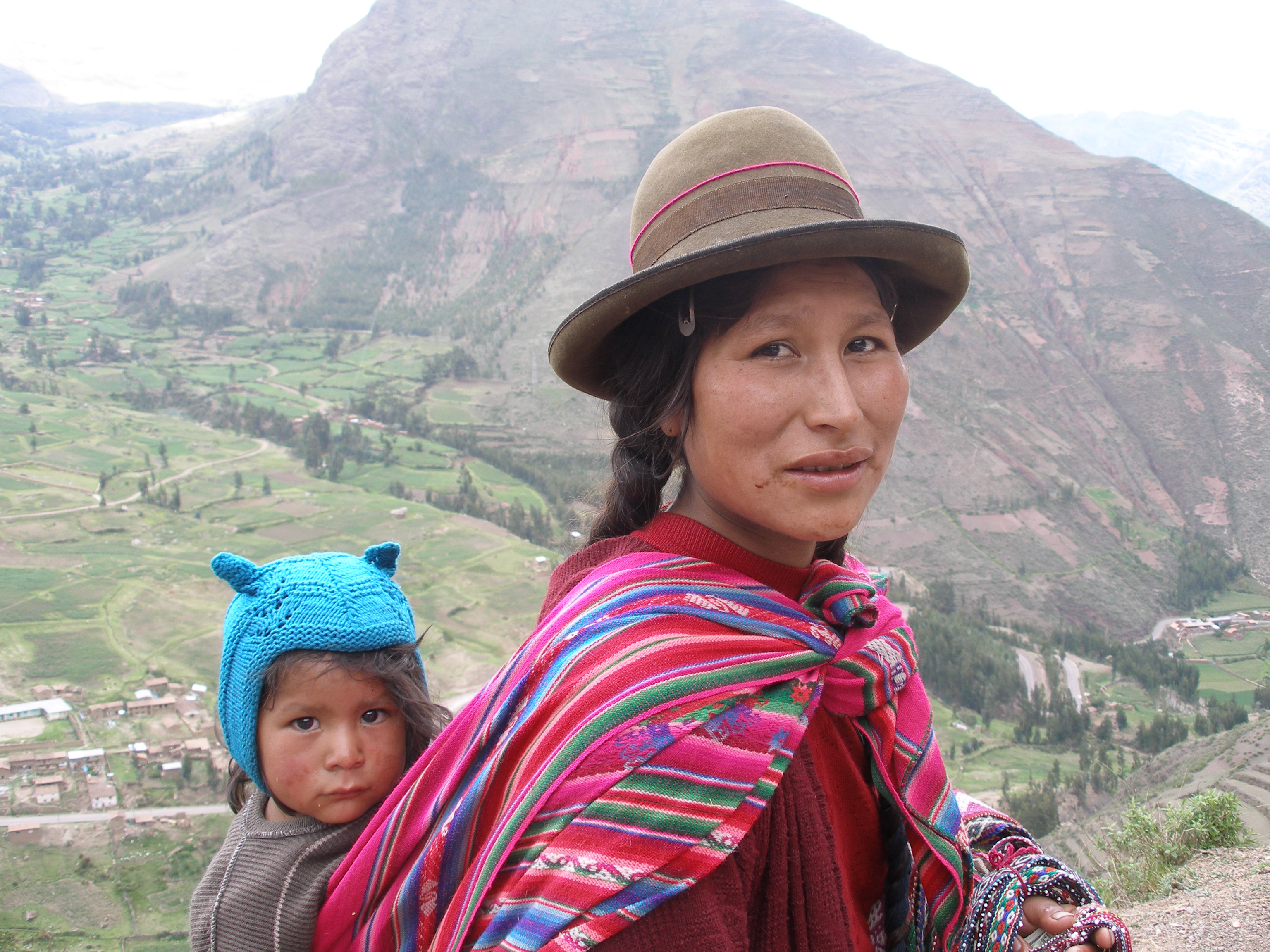
シエラのケチュア系ペルー人の親子。

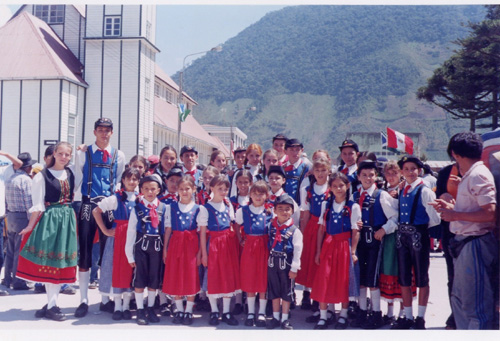
シエラのヨーロッパ系ペルー人。

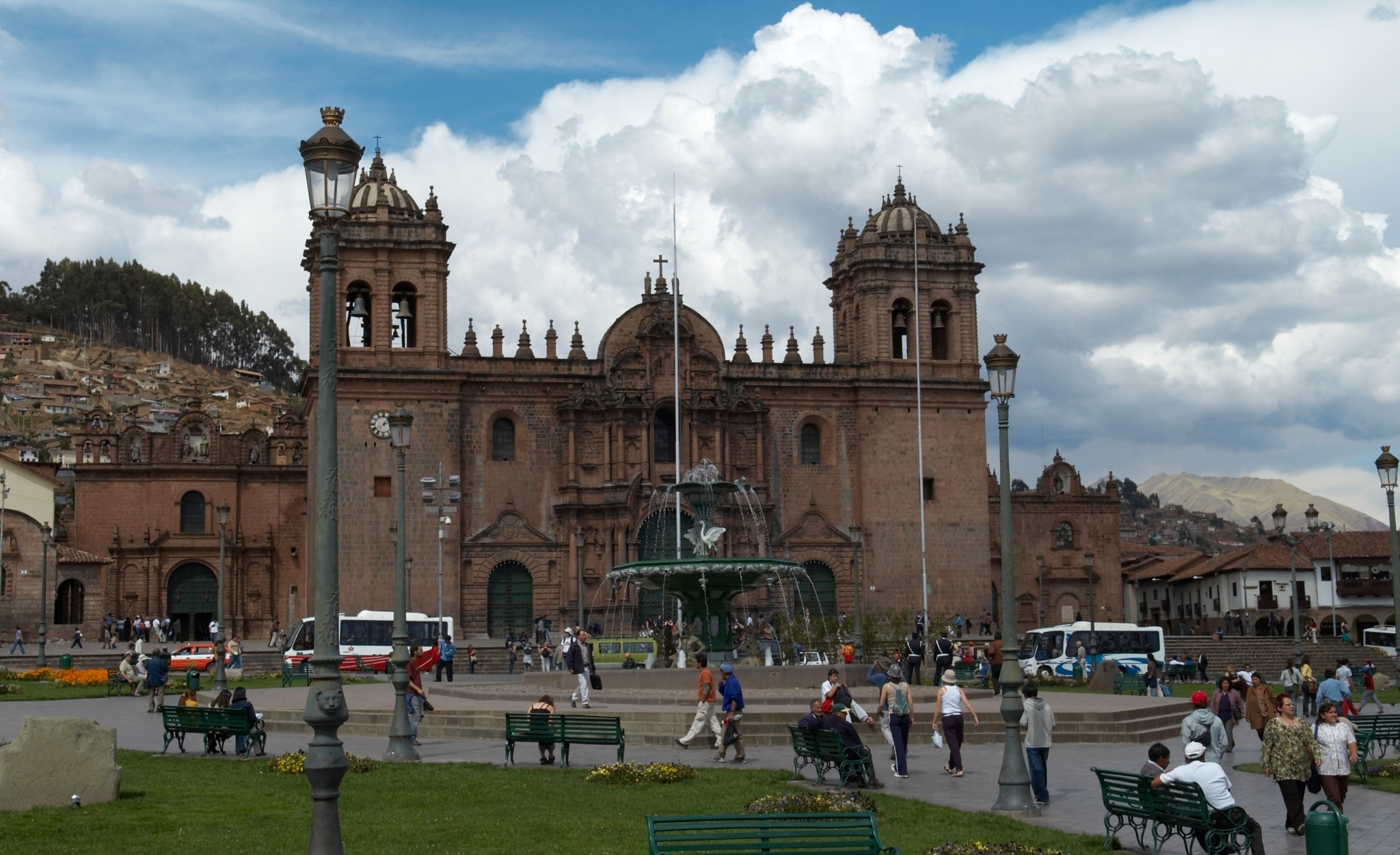
クスコ大聖堂。

植民地時代にリマがペルー副王領の首都であり、そのため独立前からクリオージョ支配層がグアテマラ、メキシコと並んでラテンアメリカで最も貴族的な階層を築き上げていた。独立後もその傾向が是正されず国民意識が白人層にしか共有されなかったという問題は現在も続く。しかし2001年7月28日 - 2006年7月28日までチョロ(インディオ系ペルー人）の愛称で有名になったアレハンドロ・トレドが大統領に上ったことから現在国民意識が変わりつつある。
現在のペルー人に共通し、これがペルー人であるという答えは多様な人種から生まれた文化であることだ。
ペルーの民族構成はメスティーソ45%、インディヘナ（先住民、公式にはカンペシーノなどと呼ばれる）37%、ヨーロッパ系ペルー人15%、アフリカ系ペルー人、中国系ペルー人（華人）と日系をはじめとするアジア系ペルー人などその他3%とされており、非常に複雑で多様な人種から構成されている。長らく日系ペルー人は8万人といわれてきたが、この調査は数十年前に行なわれたものであり、しかも当時、ペルー国外に住む日系ペルー人は調査対象とはならなかったうえ、日本人の血の割合が低い混血の人たちをカウントしなかった。これらの事実と、その後の自然増を勘案すれば、現在の日系ペルー人は数十万に達している可能性がある。
インディヘナに関してはケチュア人とアイマラ人が圧倒的に多いが、セルバのアマゾン低地にも多数の民族集団があり、近年彼らの文化の独自性がどれだけ保たれるかが懸念されている。
アフリカ系ペルー人は植民地時代にコスタの大農園での労働力として導入された黒人奴隷の子孫である。アフリカ系ペルー人の文化はコスタの音楽や舞踊、宗教、食文化など広範な分野に大きな影響を与えている。
ヨーロッパ系ペルー人としては、植民地時代からのスペイン人の他に、イタリア人、フランス人、ドイツ人、バスク人などが1850年から1880年の間に2万人ほど流入した。
アジア系ペルー人としては、やはり1850年から1880年の間に10万人ほどの中国人（クーリー）が流入し、コスタの現地文化に同化した。中国人の導入が廃止された後は日本人が導入され、1899年から1923年までの間に2万1000人の日本人が契約移民として流入した。ヨーロッパ系もアジア系も移民は1854年の黒人奴隷解放後に、黒人奴隷に代わってのコスタのプランテーションでの労働力として導入された。
その他のマイノリティとしてはアラブ人、ユダヤ人、アメリカ人など。他のラテンアメリカ諸国からやってきた人間も少なからずいる。

### 人口
インカ帝国時代に1,000万人を越えていたと推測されている人口は、植民地時代に急激に減少し、独立直後の1826年に約150万人となっていた。その後1961年の国勢調査で10,420,357人、1972年では13,538,208人、1983年年央推計では約1,871万人となった。
1940年代から始まったシエラからコスタ（特にリマ）への国内移民のため、現在のリマは人口800万人の大都市圏を形成しており、これはペルーの総人口の約30%程である。
人口増加率 : 1.39%

### 言語
公用語はスペイン語（ペルー・スペイン語）、ケチュア語（1975年から）、アイマラ語（1980年から）であり、人口の大部分はスペイン語を話す。セルバのアマゾン低地では、先住民によって独自の言語が話されている。
シエラのインディヘナの多くはケチュア語を話す。アイマラ語話者はティティカカ湖沿岸のプーノ県に特に集中しており、ボリビアのアイマラ語文化圏と文化的に連続している。

### 宗教
国立統計情報機構（INEI）による2007年実施の第11回国勢調査結果では、当時12歳以上の国民の81.3％がローマ・カトリック、12.5％はプロテスタント、3.3％はユダヤ教・末日聖徒イエス・キリスト教会（モルモン教）・エホバの証人などの他宗教、2.9％は特定宗教なしとなっている。カトリックの数は減少傾向が観察され、同機構による調査数値の推移では、1993年から2007年にかけてのカトリックが89％から81％に減少している。
スペイン人による征服以来ペルーに住む人々はキリスト教を受容していったが、それでもペルー土着の宗教的要素が完全に消え去ったわけではなく、先住民の伝統宗教と独自の融合、背反を重ねて現在に至っている。

### 婚姻
伝統的には、スペイン語圏であるため、婚姻後の女性の姓は、自己の姓に相手の姓をdeを挟んで後置したものであるが、女性の権利を守る立場から近年法律が改定され自己の名前のみを名乗る夫婦別姓や、相手の姓を名乗ることも選択できるようになった。

### 教育
6年間の初等教育と5年間の中等教育、6歳から16歳までの計11年間が義務教育期間である。その後に、大学(10学期＝5年間)、専門学校などに進学することができ、またそれらに進学するための予備校などもある。
国立情報統計機構（INEI）が2017年9月に発表した2016年全国世帯アンケート（ENAHO）のデータによれば、識字人口は2147万4000人、15歳以上識字率は94.1％である。2006年から2016年の10年間で男性が1.7％(95.4％→97.1％)、女性が4.8％（86.2％→91.0％）向上している。
主な高等教育機関はサン・マルコス大学（1551）、ペルー・カトリカ大学、太平洋大学（1962）など。

### 医療

#### 保険制度
ペルーで提供されている医療保険は、公的保険と民間保険に分けられる。公的保険には学生や妊婦、定職のない貧困者を対象とした統合健康保険（Seguro Integral de Salud＝SIS)と、正規雇用者を対象とした社会保険がある。民間保険には民間保険会社が独自で運営するものと民間保険会社と政府が協力して運営するものとがあり、より良い医療サービスを求める富裕層を対象にしている。その他、国軍や国家警察を対象とした医療サービスなどがある。受診できる医療機関は保険の種類に応じて異なる。

#### 統合健康保険(SIS)の課題
SISの課題は4点あると考えられる。1点目は、SISへの加入者が増加しているにもかかわらず、医療施設の数が増えていないことである。2点目は、老朽化した施設が多いことである。施設、設備が共に老朽化しているため、衛生上の問題に不安が残る。3点目は、都市と地方の格差である。医療従事者全体の約3割、医師では約4割がリマ州に集中しているため、地方では正規の資格を持った医師が不足している。また、医療器具などの不足もあり、地方では十分な医療サービスを提供できていない場合が多い。4点目は、SISと社会保険のどちらにも加入できない人がいることである。SISに加入するためには収入などの審査を受ける必要がある。その審査基準に当てはまらない非正規雇用者や、社会保険費用を負担できない中小企業の雇用者はSISへも社会保険へも加入することができない。そのため、このような雇用者に対して新たな保険制度の導入を検討している。

## 文化

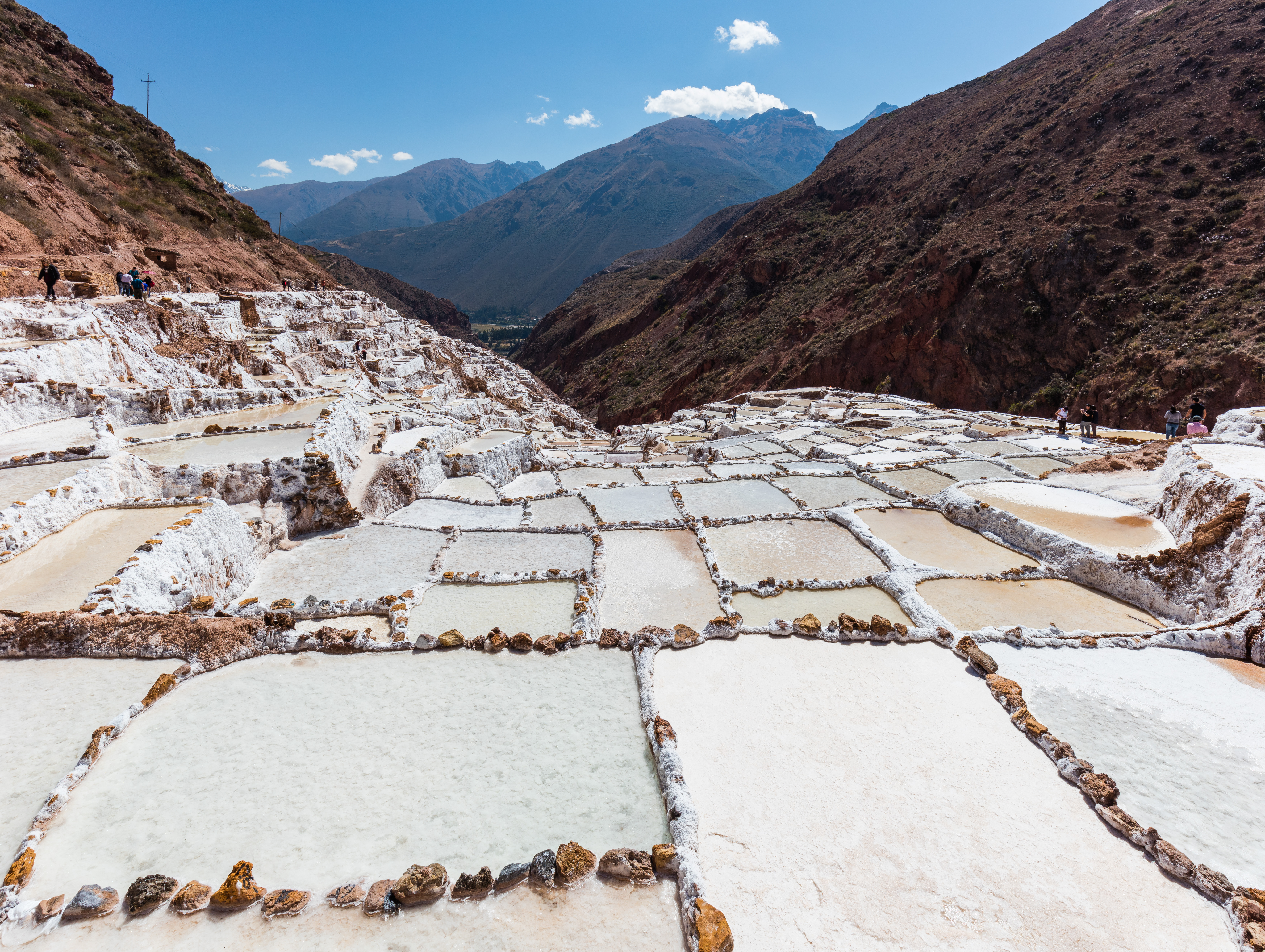
マナウスの塩田

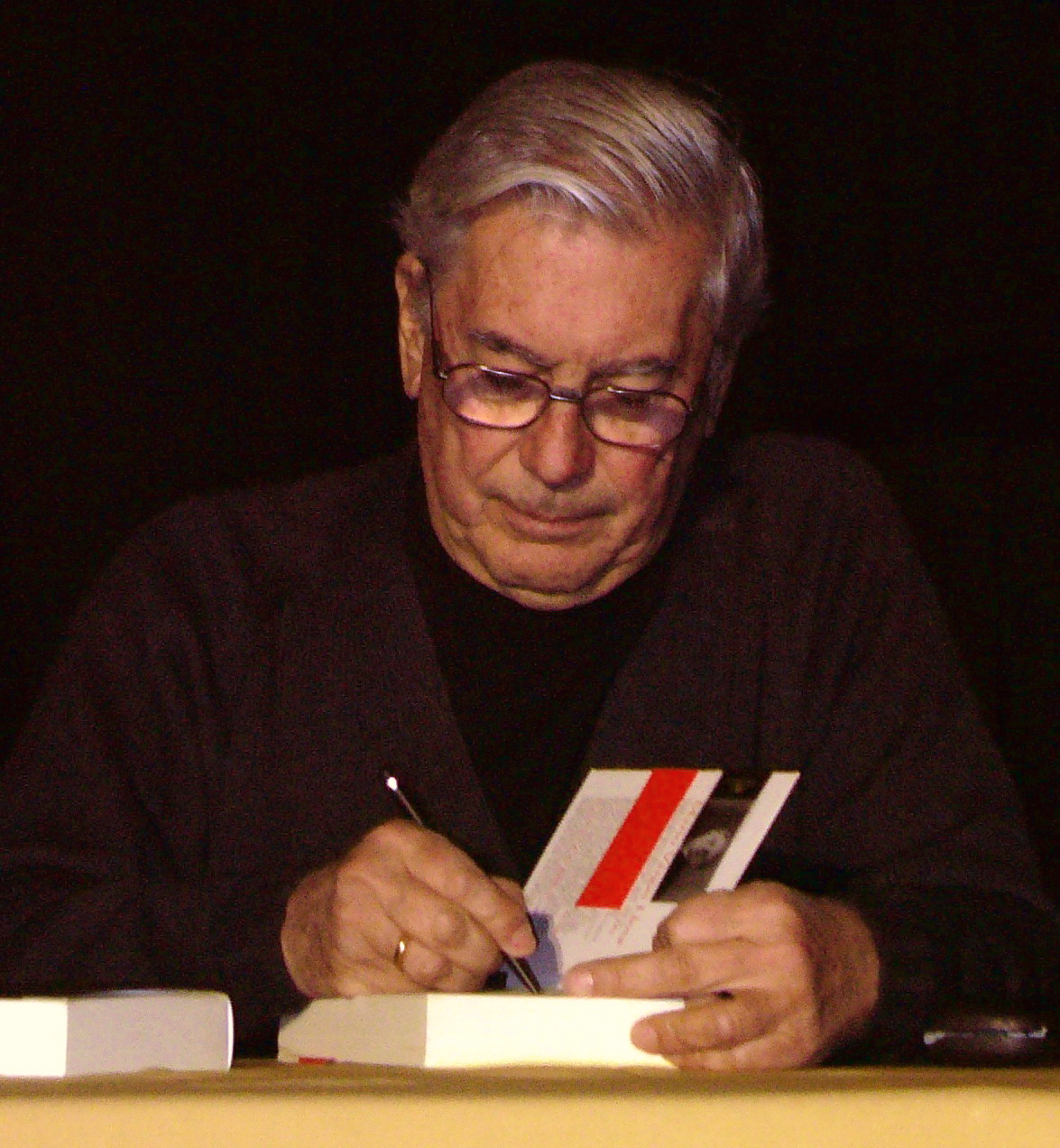
マリオ・バルガス・リョサ

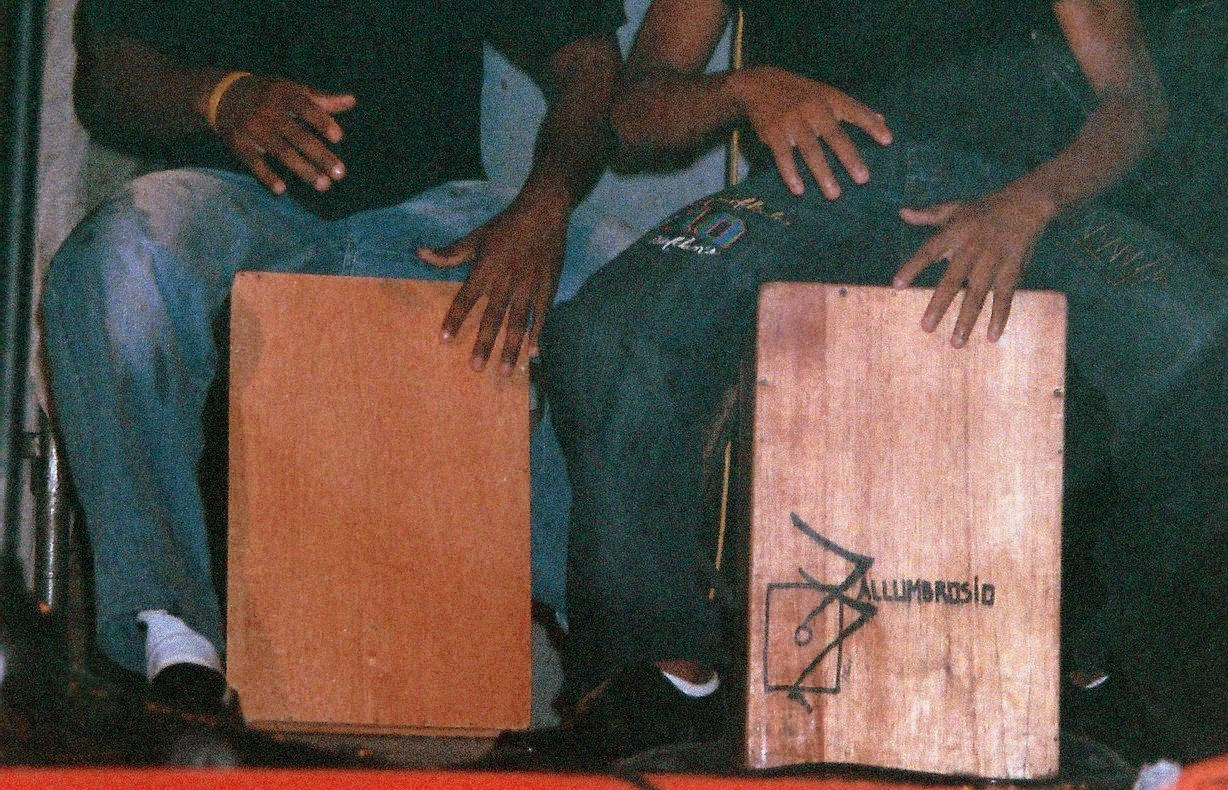
カホン

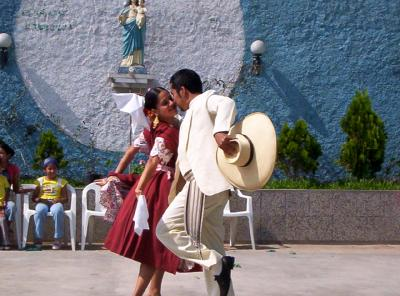
マリネラ・ノルテーニャ

ペルーの文化はインカ帝国や、それ以前から続く前インカ期からのインディヘナの文化と、16世紀にペルーを征服したスペイン人の文化に根を持ち、その上にアフリカ系住民や近代になって移住してきたアジア系、ヨーロッパ系の諸民族の影響も受けている。

### 食文化
費が多く、その後入ってきた米、パスタ、パンも多く消費されている。また高地の特産物で高栄養価のキヌアの消費も少なくない。
ペルーの食文化は高地、海岸地帯、アマゾンの密林地帯で食材の違いもあり大きく異なる。海岸地帯（コスタ）で育ったクリオーヨ料理はペルー料理を代表するひとつであり、黒人、インディヘナ、スペイン人、中国人、日本人、イタリア人などの多様な国民の影響を受けて独特のペルー料理を形成している。海岸地帯の料理にはセビッチェのように魚介類を豊富に使った料理が多い。シエラ（山岳地帯）では旧文明の食文化が多く残っており パチャマンカ料理やエクアドルやボリビアのように、クイと呼ばれる天竺鼠や、アルパカの肉も貴重な蛋白源として食べられている。アマゾンの密林地帯では料理用のバナナ（プランテイン）を含め多くのフルーツやアマゾンで獲れる淡水魚（ピラニアも含め）や陸生の動物も食べられている。
トウモロコシを発酵させて作る独特なアルコール飲料のチチャは古代よりアンデス地方で飲み続けられている。
独自のビールのブランドは、クリスタル、クスケーニャ、アレキペーニャなどの銘柄があり、清涼飲料水ではブランドにインカ・コーラがある。また、いろいろなハーブティーが薬用としても飲まれており、ボリビアやアルゼンチン北西部と同様にコカ茶も供されている。

### 文学
ペルー文学は先コロンビア期の文明に根を持ち、植民地時代はスペイン人が年代記や宗教文学を書いた。特にインカ・ガルシラーソ・デ・ラ・ベーガが著した『インカ皇統記』はその後のインカ帝国のイメージ形成に大きな影響力を持った。
ペルーの小説は独立後の1848年にナルシソ・アレステギにより、ペルーで初めての小説『オラン神父』が書かれてから始まった。コストゥンブリスモやロマン主義が最も主流のジャンルとなり、リカルド・パルマの『ペルー伝説集』やクロリンダ・マットの『巣のない鳥たち』などがその例である。また当時ラテンアメリカで流行していた、ニカラグアのルベン・ダリオ、ウルグアイのホセ・エンリケ・ロドーから始まったモデルニスモの流れを引いた詩人としてホセ・サントス・チョカーノ、ホセ・マリア・エグーレンなどの名が挙げられる。
20世紀初頭にはインディヘニスモ運動が起こり、文学にも影響を与えた。既に19世紀末の太平洋戦争敗北後、マヌエル・ゴンサレス・プラダはインディオを重視する論陣を張っていたが、これは1920年代から1930年代のホセ・カルロス・マリアテギのインディヘニスモ思想に結びつき、さらにその流れは20世紀半ばから後半にはシロ・アレグリア、マヌエル・スコルサ、ホセ・マリア・アルゲダスらによってシエラのインディオの生活を写実的に描いた文学となって完成された。
その一方で同じく20世紀後半にはコロンビアのガルシア・マルケスと共に、ラテンアメリカ文学ブームを牽引したマリオ・バルガス・リョサや、フリオ・ラモン・リベイロ、アルフレド・ブライス・エチェニケらの活躍により、ペルー文学はより身近なものになった。

### 音楽
ペルーの音楽としてはヨーロッパ由来のバルス・ペルアーノ（ペルー・ワルツ）や、ヨーロッパとアフリカの要素の入り混じったマリネラや、アフロ・ペルー音楽に代表される、コスタのクリオーリャ音楽（クレオール音楽）や、あるいはシエラで生まれたワイニョなどのフォルクローレなど有名である。
特にマリネラ（マリネラ・ノルテーニャ）は舞踊として有名で、Baile Nacional(国の踊り）と称される。ブラジルのサンバや、アルゼンチンのタンゴと並ぶ南米3大舞踊の一つに挙げられ、ペルーの無形文化遺産に登録されている。
また、競技ペアダンスとして毎年１月にペルーで世界大会が開催されている。ヨーロッパや南北アメリカ大陸に競技者が多く、アジアでは唯一、日本でも毎年各地でコンクールが開催されている。
また、現在はコスタ、シエラ、セルバと地方を問わず、国内の全域において、キューバ生まれのサルサが愛好されている。しかし、特に世界的に知られているのはやはり、『コンドルは飛んで行く』をはじめとするケーナやチャランゴを使ったアンデスのフォルクローレである。
クリオーリャ音楽は、ペルーに土着したアフリカやヨーロッパの音楽を総称する言葉であり、特にコスタで発達した音楽を表す。クリオーリャ音楽は長らくコスタ唯一の大都市だったリマで育ち、19世紀末ごろに現在の形となった。このころの音楽家としては特にフェリペ・ピィングロ・アルバの名が挙げられる。クリオーリャ音楽は基本的に貧困層や大衆の音楽であったが、ラジオやレコードの普及に伴い、1950年代からブームを迎えた。チャブカ、スサーナ・バカ、ルーチャ・レジェス、タニア・リベルタ、エバ・アジョンなどの音楽家や作曲家が活躍した。カホンやギロ、クラベスなどの使用で特徴的なアフロ・ペルー音楽はペルー国外での関心も高く、著名な音楽家としてビクトリア・サンタ・クルスとニコメンデス・サンタ・クルス姉弟の名が挙げられる。
ポピュラー音楽の世界では、中産階級によってロックが愛好されているが、ペルー・ロックはラテンアメリカ市場でもあまり成功しているとはいえない。代表的なミュージシャンとしてはロス・サイコス、ウチュパ、ミキ・ゴンサレスなど。ワイニョとクンビアのクロスオーバー音楽であるチチャ（テクノ・クンビア）などもリマで愛好されている。

### 世界遺産
ペルー国内には、ユネスコの世界遺産リストに登録された文化遺産が8件、自然遺産が2件、複合遺産が2件存在する。

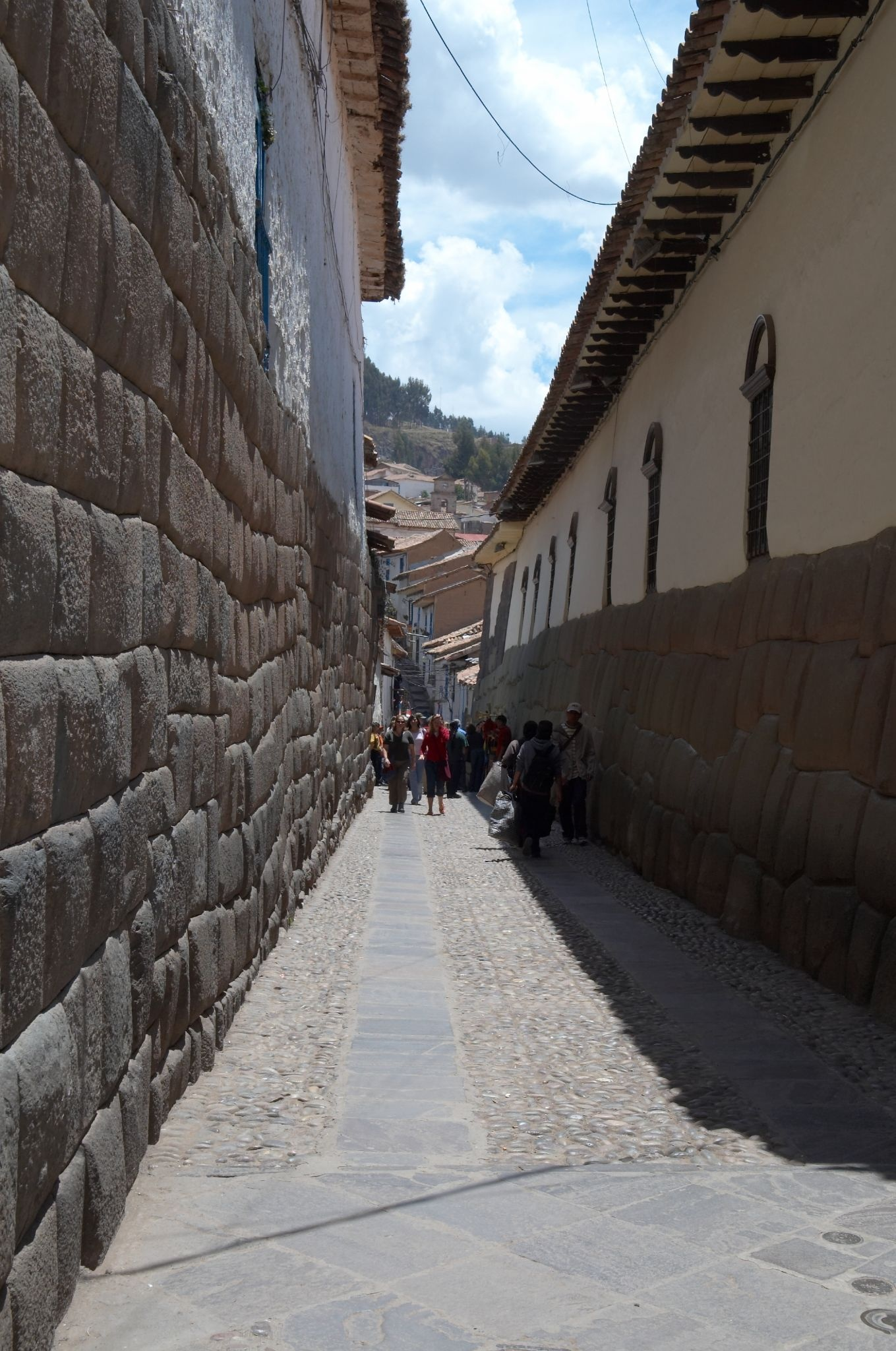
クスコ市街 - （1983年、文化遺産）
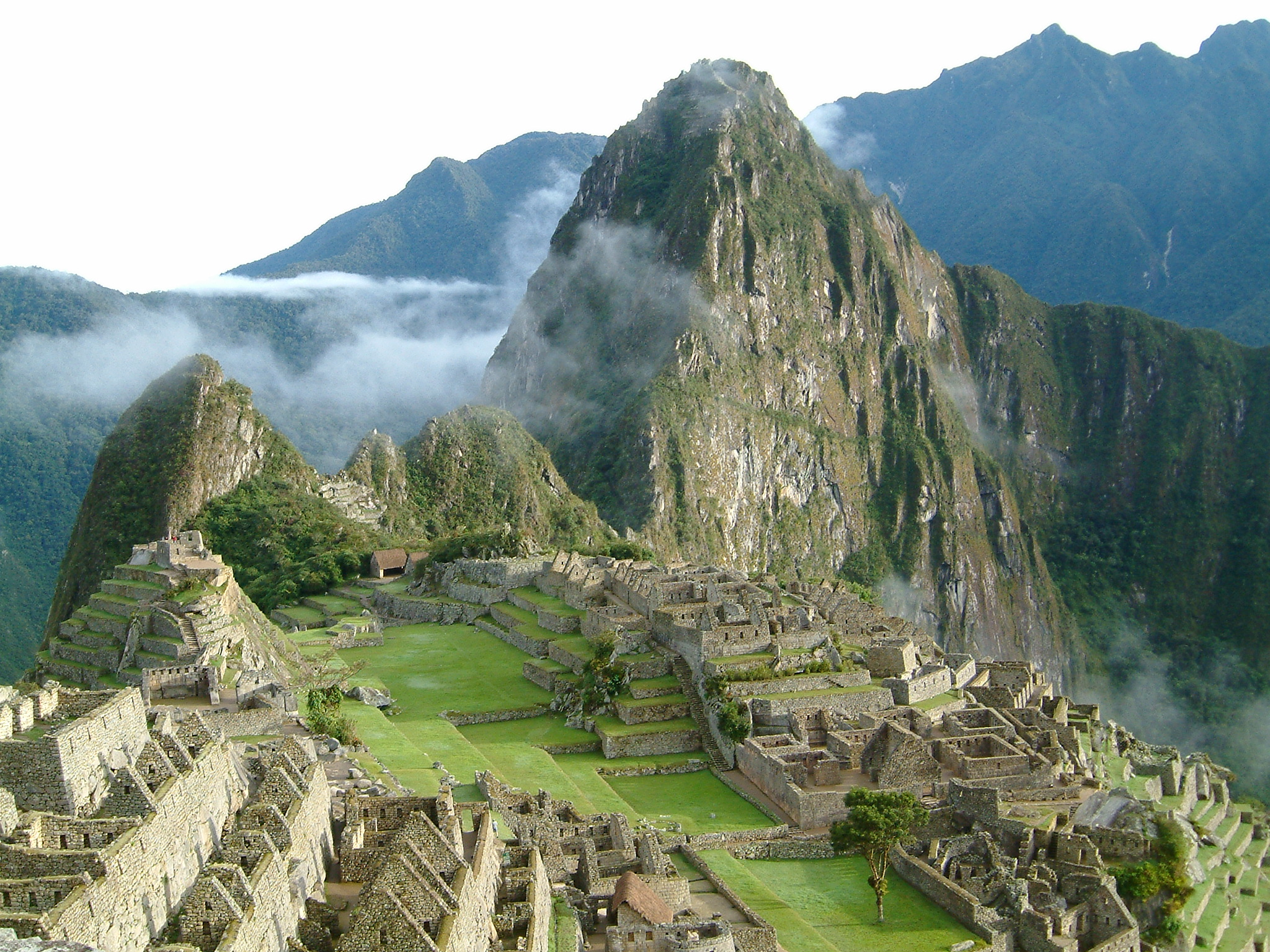
マチュ・ピチュの歴史保護区 - （1983年、複合遺産）
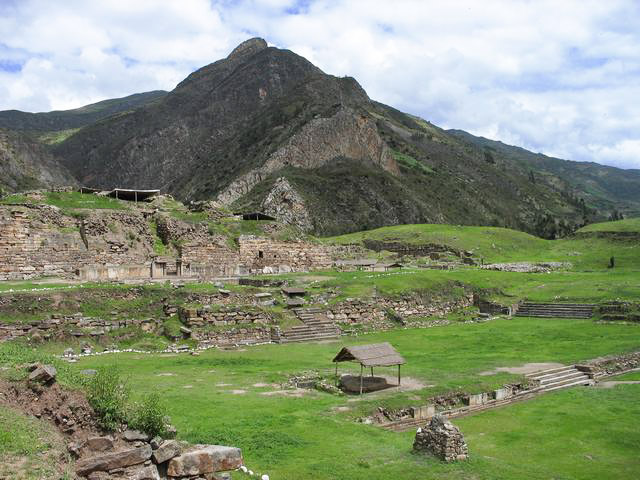
チャビンの考古遺跡 - （1985年、文化遺産）
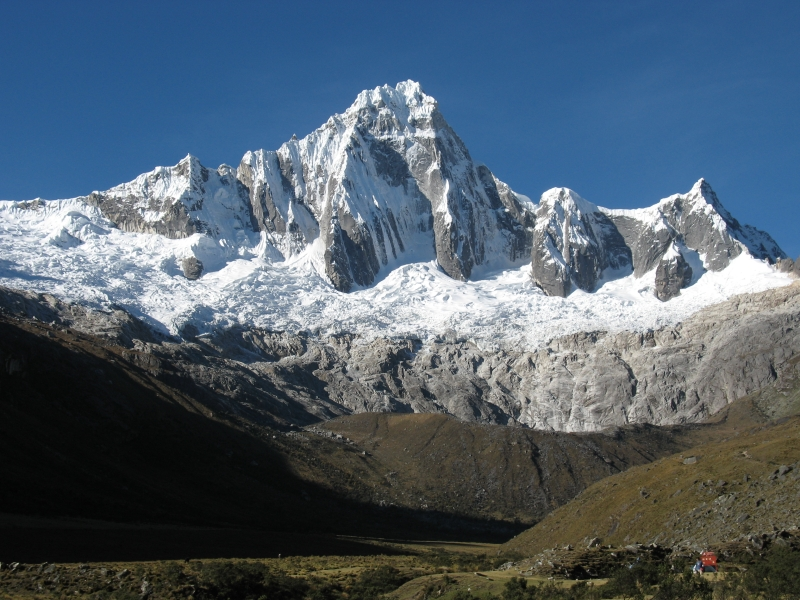
ウアスカラン国立公園 - （1985年、自然遺産）
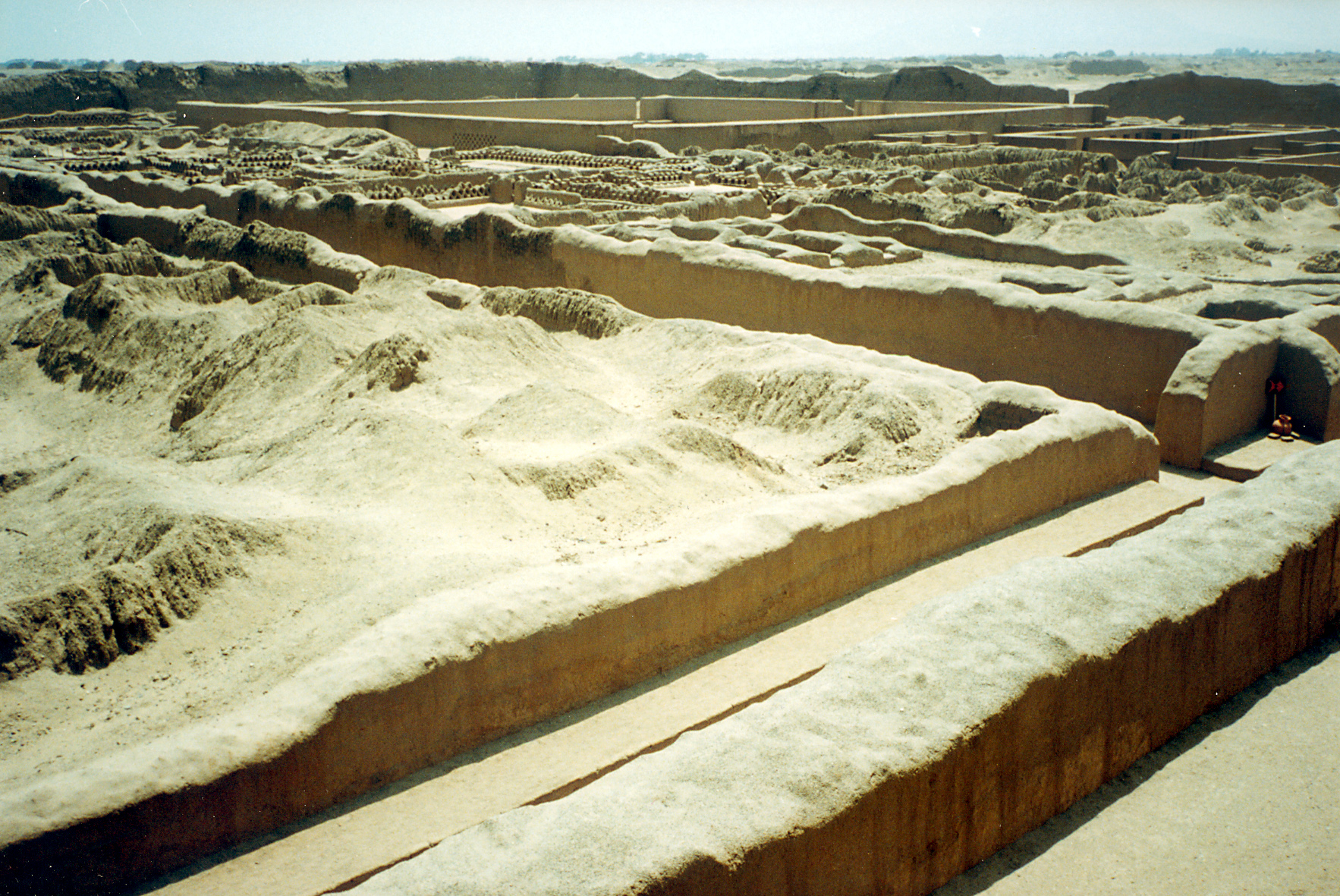
チャン・チャン遺跡地帯 - （1986年、文化遺産）
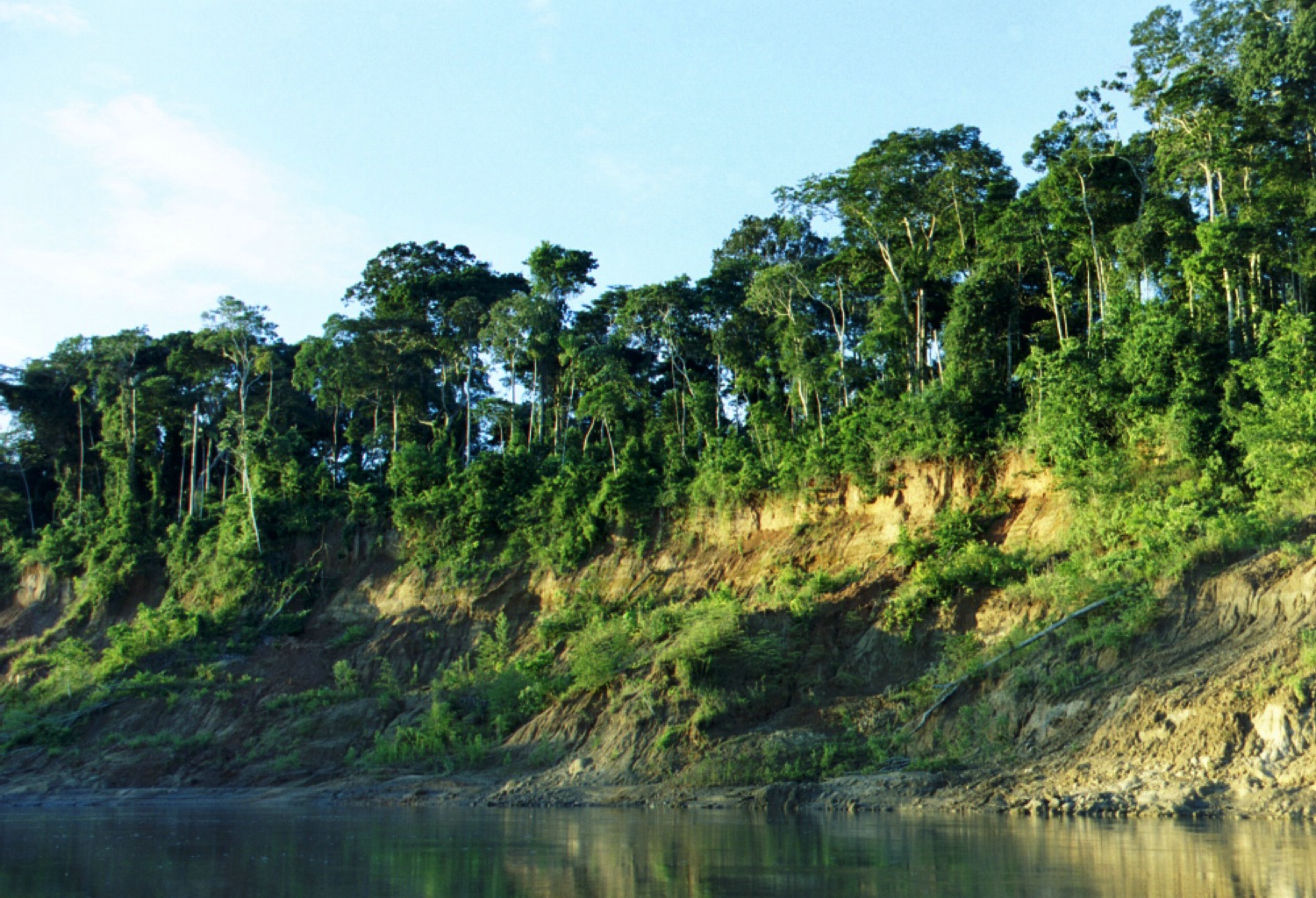
マヌー国立公園 - （1987年、自然遺産）
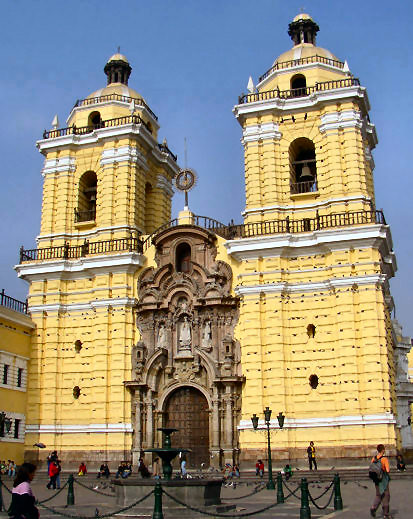
リマ歴史地区 - （1988年、1991年、文化遺産）
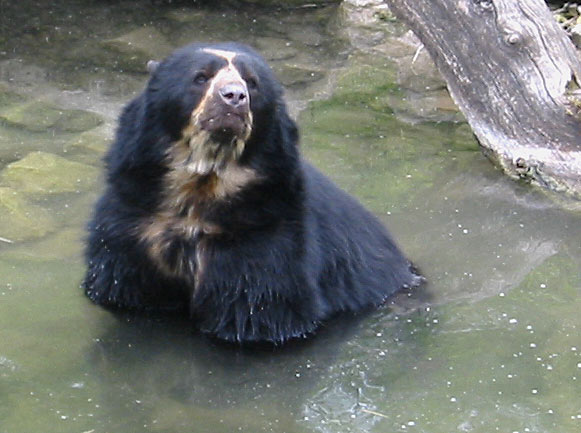
リオ・アビセオ国立公園 - （1990年、複合遺産）
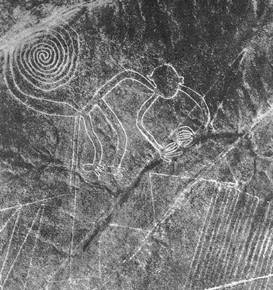
ナスカとフマナ平原の地上絵 - （1994年、文化遺産）
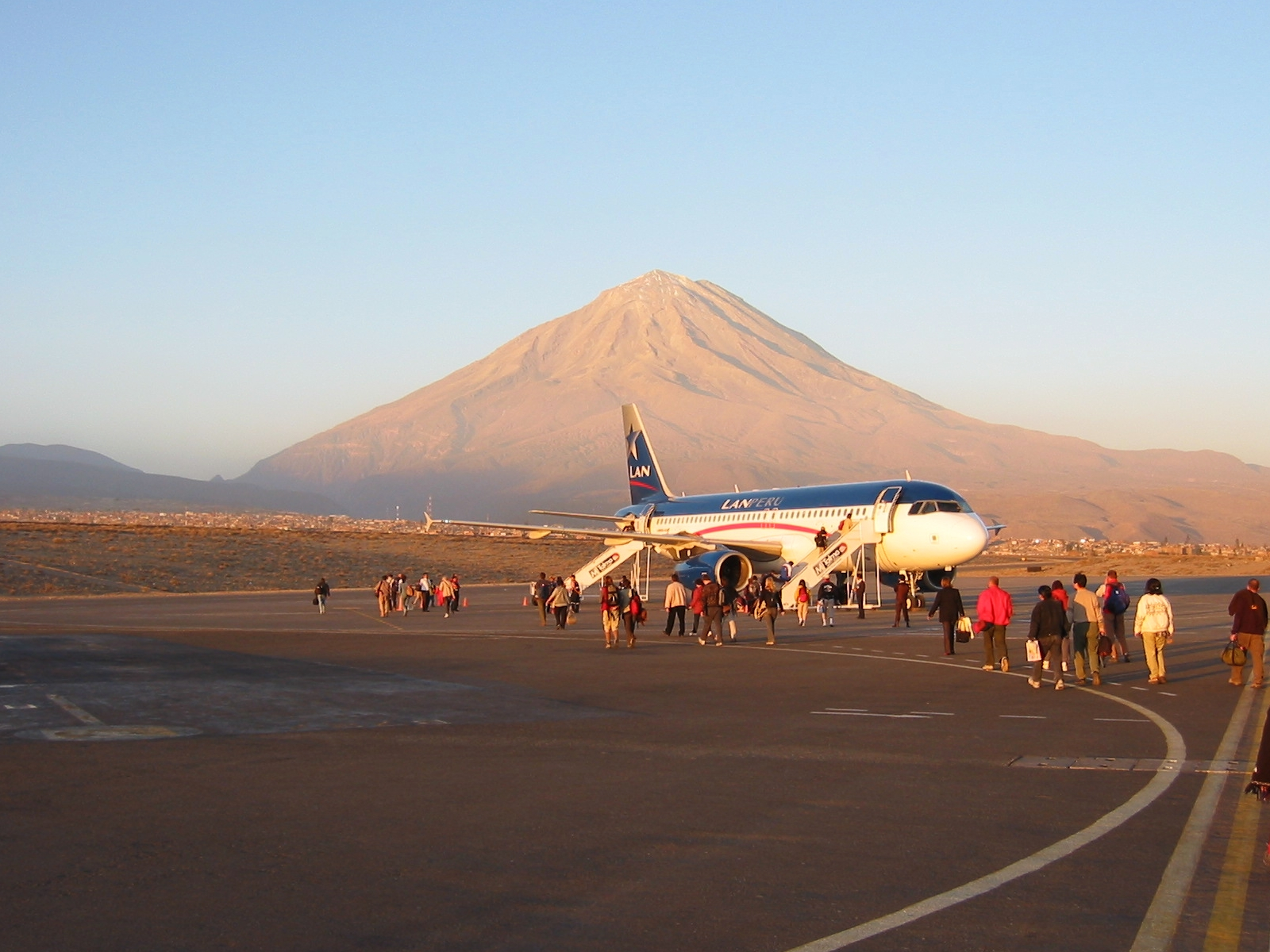
アレキパ歴史地区（2000年）

### 祝祭日
| 日付            | 日本語表記               | スペイン語表記                   | 備考     |
| --------------- | ------------------------ | -------------------------------- | -------- |
| 1月1日          | 元日                     | Año Nuevo                        |          |
| 3月 - 4月       | 聖週間                   | Semana Santa                     | 移動祝日 |
| 5月1日          | メーデー                 | Día de los Trabajadores          |          |
| 6月29日         | 聖ペドロと聖パブロの祝日 | San Pedro y San Pablo            |          |
| 7月28日-7月29日 | 独立記念日               | Día de la Independencia del Perú |          |
| 8月30日         | リマの聖ローサの記念日   | Santa Rosa de Lima               |          |
| 10月8日         | アンガモス海戦記念日     | Día del Combate de Angamos       |          |
| 11月1日         | 諸聖人の日               | Día de Todos Los Santos          |          |
| 12月8日         | 無原罪の聖母の祭日       | Día de la Inmaculada Concepción  |          |
| 12月25日        | クリスマス               | Navidad                          |          |

### スポーツ
サッカー

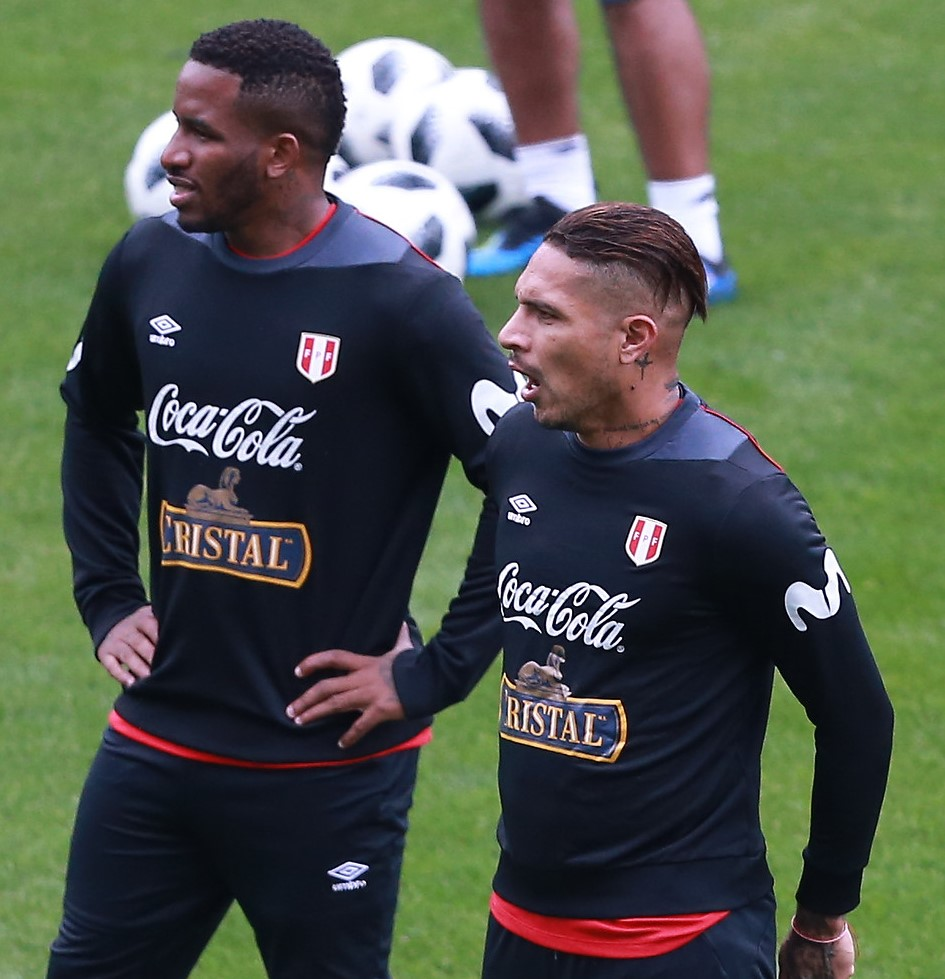
2018年ロシアW杯でのファルファンとゲレーロ

ペルー国内でも他のラテンアメリカ諸国と同様に、サッカーが圧倒的に1番人気のスポーツとなっている。1928年にプロサッカーリーグのプリメーラ・ディビシオンが創設された。主なクラブとしてはウニベルシタリオ・デポルテス、アリアンサ・リマ、スポルティング・クリスタルなどが挙げられる。ペルー人を代表する著名なサッカー選手としては、クラウディオ・ピサーロ、パオロ・ゲレーロ、ジェフェルソン・ファルファンなどがいる。
ペルーサッカー連盟（FPF）によって構成されるサッカーペルー代表は、FIFAワールドカップには5度の出場歴をもつ。これまで1982年大会で出場したのを最後に予選敗退が続いていたが、2018年大会で36年ぶりに出場を果たした。コパ・アメリカでは自国開催となった1939年大会と、南米選手権からコパ・アメリカに名称が変更された最初の大会である1975年大会で、優勝を果たしている。

## 著名な出身者
- アルベルト・フジモリ：第91代ペルー大統領
- ケイコ・フジモリ：人民勢力党党首
- マリオ・バルガス・リョサ：小説家（ノーベル文学賞受賞）
- クラウディオ・ピサーロ：元サッカー選手（UEFA EL得点王）
- パオロ・ゲレーロ：サッカー選手（コパ・アメリカ得点王）